# Paramount Pictures
« Paramount » redirige ici. Pour les autres significations, voir Paramount (homonymie).
Ne doit pas être confondu avec Paramount Global.
Paramount Pictures Corporation, ou simplement Paramount Pictures, est une des plus grandes sociétés américaines de production cinématographique.
Paramount Pictures est issue de la fusion en 1916 de la Famous Players, créée en 1913 par Adolph Zukor et de la Jesse L. Lasky Feature Play Company, qui absorbent la Paramount Pictures Corporation, une petite société fondée en 1914. C'est le plus ancien studio de cinéma américain encore en activité. la Filiale du conglomérat Paramount Global, son siège social se situe sur Melrose Avenue à Hollywood, en Californie, au sein de Paramount Studios. Le plus grand succès du studio est le film Titanic de James Cameron qui a récolté 2,2 milliards de dollars au box-office mondial.

## Histoire

### Naissance du Studio
Paramount Pictures voit le jour en 1913 avec la création de la société Famous Players Film Company par Adolph Zukor. Cependant, c'est en 1916 que la Paramount est officiellement créée avec la fusion de la société de Zukor avec celle de Jesse L. Lasky, la Jesse L. Lasky Feature Play Company.

#### Famous Players
En 1913, Adolph Zukor, un ancien fourreur, d'origine hongroise, qui s'est lancé dans le divertissement avec des Nickelodéons, se lance dans le cinéma. Alors associé avec Marcus Loew, le futur fondateur de la Metro-Goldwyn-Mayer, Zukor songe à mettre sur pied des films plus longs que ceux réalisés à cette époque, et qui sont arbitrairement limités à une ou deux bobines par la Motion Picture Patents Company, le consortium contrôlant l'industrie naissante du cinéma.

##### Distribution d'un premier long métrage

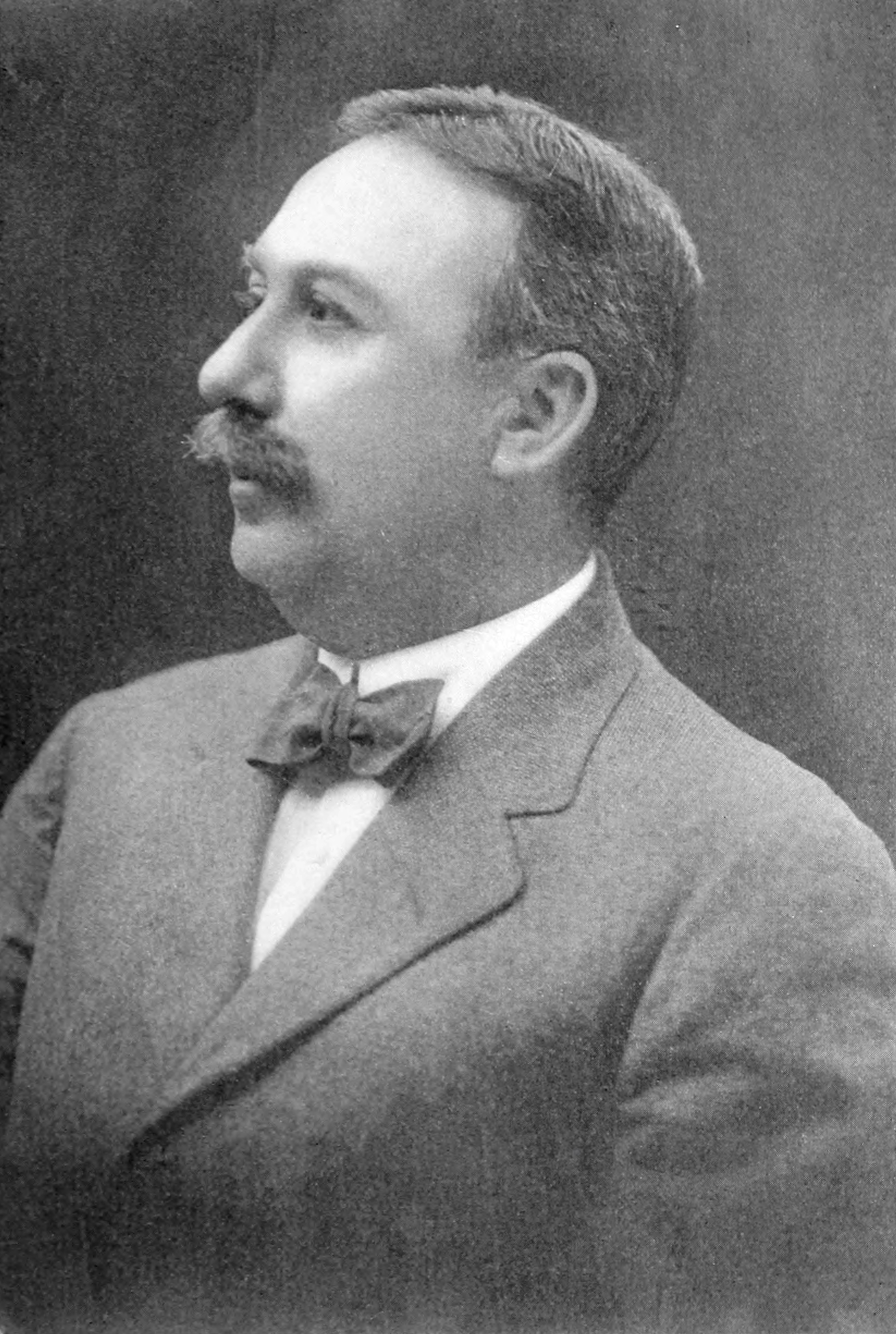
Edwin S. Porter, futur réalisateur en chef de la Famous Players, informa Adolph Zukor de la fabrication d'un film français en quatre bobines.

Lors d'une conversation, Adolph Zukor apprend d'Edwin S. Porter que Louis Mercanton, un réalisateur français veut réaliser un film en quatre bobines mais, que faute d'argent, le projet est sur le point d'être retardé. Zukor voit alors en cette situation l'opportunité d'assouvir son obsession de long métrage et prend contact avec l'agent américain de Mercaton. Après négociation et la vente de ses parts de la société de Loew, Zukor acquiert les droits de distribution du film pour les États-Unis pour quarante mille dollars et avance l'argent nécessaire pour la reprise du tournage. Le film terminé, se pose le problème de le diffuser. Adolph Zukor entre en contact avec Daniel Frohman, un producteur et propriétaire de théâtres de Broadway, afin de lui proposer d'organiser une projection de La Reine Élisabeth avec Sarah Bernhardt en vedette. Projeté au Lyceum Theatre le 12 juillet 1912, le film rencontre un grand succès, et marque un tournant pour les comédiens de l'époque. Avant La Reine Élisabeth, il était indigne pour eux de jouer dans un film, le cinéma étant considéré comme la distraction des incultes et voué à disparaître. La présence de Sarah Bernhardt dans un film change la mentalité des comédiens qui estiment désormais qu'un tel choix n'est finalement pas déshonorant.
Le revirement d'opinion vis-à-vis du cinéma, et son bénéfice de soixante mille dollars lors de la revente de ses droits, alimentent un peu plus l'ambition d'Adolph Zukor : faire des films avec de grands acteurs jouant leurs meilleurs rôles théâtraux, comme l'a déjà fait la Comédie-Française. C'est ainsi que Zukor donne naissance au studio Famous Players ayant pour devise : Famous Players in Famous Plays (« Comédiens connus dans des pièces connues »). Son équipe est alors composée de Edwin S. Porter en tant que réalisateur en chef et responsable de la photographie, Al Lichtman qui est chargé de vendre le film La Reine Élisabeth à travers le pays, B. P. Schulberg qui est le responsable de la publicité et Albert Kaufman qui prend la fonction de directeur général.

##### Premières productions et premières vedettes

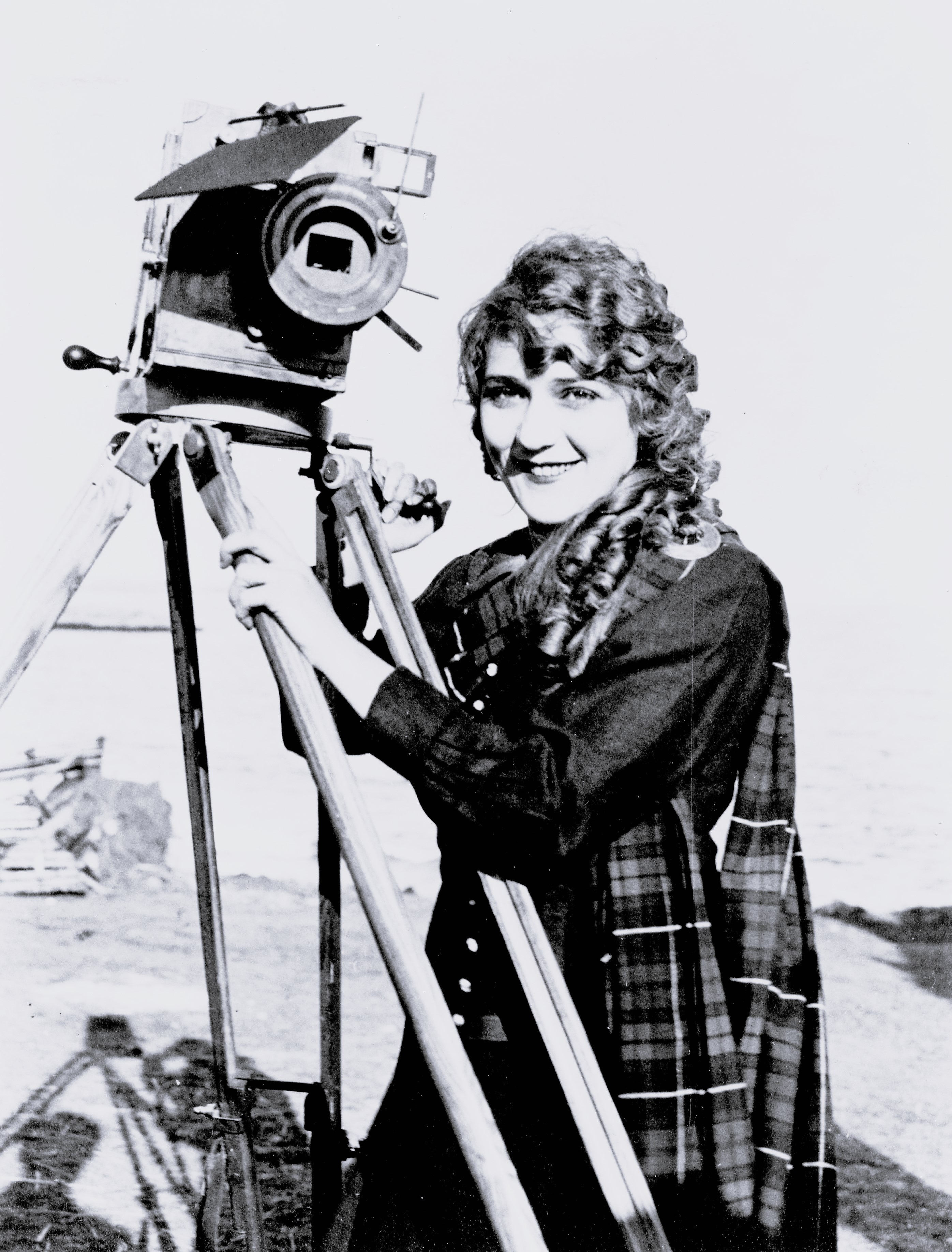
Mary Pickford, la première vedette de la Famous Players.

Pour lancer sa nouvelle société, Adolph Zukor décide de faire des versions filmées de deux succès théâtraux : Le Comte de Monte-Cristo et Le Prisonnier de Zenda. Un budget de cinquante mille dollars est mis à disposition de Edwin S. Porter et Hugh Ford pour faire Le Prisonnier de Zenda, ce qui représente presque quatre fois le budget d'un film de cette époque,. Suivent alors plusieurs productions qui mettent en avant des vedettes de la scène telle que Lillie Langtry ou Minnie Maddern Fiske. Après ses premiers succès, Adolph Zukor oriente ses choix d'acteurs vers de plus jeunes. Il lance alors la carrière cinématographique de John Barrymore, un talent de Broadway de 31 ans, dans le film An American Citizen de J. Searle Dawley,. Dans cette optique de rajeunir le casting de ses films, Zukor engage une jeune actrice de vingt ans et déjà reconnu dans le métier : Mary Pickford. Le premier film de Pickord pour la Famous Players in Famous Plays est Un bon petit diable mais Zukor, estimant le résultat peu convaincant, choisit de le sortir après les trois films suivants de l'actrice (In the Bishop's Carriage, Caprice et Hearts Adrift). Malgré cette manœuvre, les premiers films de Mary Pickford sont des déceptions au box-office. C'est finalement avec le film suivant, Tess au pays des tempêtes, que Pickford devient la star de Zukor,. Le studio, qui s'appelle désormais Famous Players, compte dans ses rangs un vivier de talents avec Marguerite Clark, Pauline Frederick, Marie Doro, Harold Lockwood ou encore Jack Pickford (le frère de Mary).

#### Jesse L. LaskyFeature Play Company

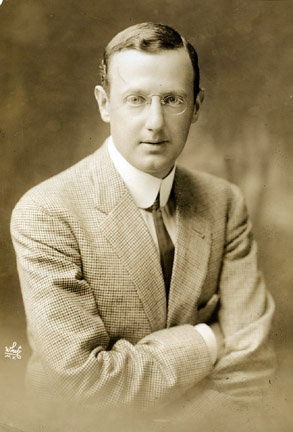
Jesse L. Lasky, l'un des pionniers du divertissement aux États-Unis.

Jesse L. Lasky, un ancien joueur de cornet à pistons, se lance dans le spectacle en devenant producteur de music-halls. Ses prospections à travers le pays lui font découvrir des futurs stars telles que Ruth Saint Denis ou Al Jolson. Cependant il fait faillite après avoir lancé un cabaret inspiré de celui des Folies Bergère. En 1912, son parcours le mène finalement à produire une opérette écrite par Cecil B. DeMille,. Ceci marque le début de leur collaboration. La réussite d'Adolph Zukor avec La Reine Élisabeth la même année, donne une nouvelle perspective à Lasky avec la possibilité de faire des films aussi longs que des pièces.
En 1913, Jesse L. Lasky est convaincu par Samuel Goldwyn, son beau-frère,, de se consacrer complètement à une carrière dans le cinéma,. C'est ainsi que Jesse L. Lasky et Cecil B. DeMille, après une hasardeuse rencontre, proposent à Dustin Farnum d'être la tête d'affiche d'un film qui durerait plus d'une heure. Le film en question serait une adaptation d'une pièce à succès d'inspiration « westernienne » de 1905, The Squaw Man,, écrite par Edwin Milton Royle dont Lasky a obtenu les droits d'adaptation pour le cinéma pour quinze mille dollars,. C'est ainsi qu'est créé la Jesse L. Lasky Feature Play Company avec Lasky en tant que président, DeMille comme directeur général et Samuel Goldwyn, qui a investi vingt mille dollars dans le capital de la nouvelle société, devient administrateur général.

##### Le premier long métrage hollywoodien

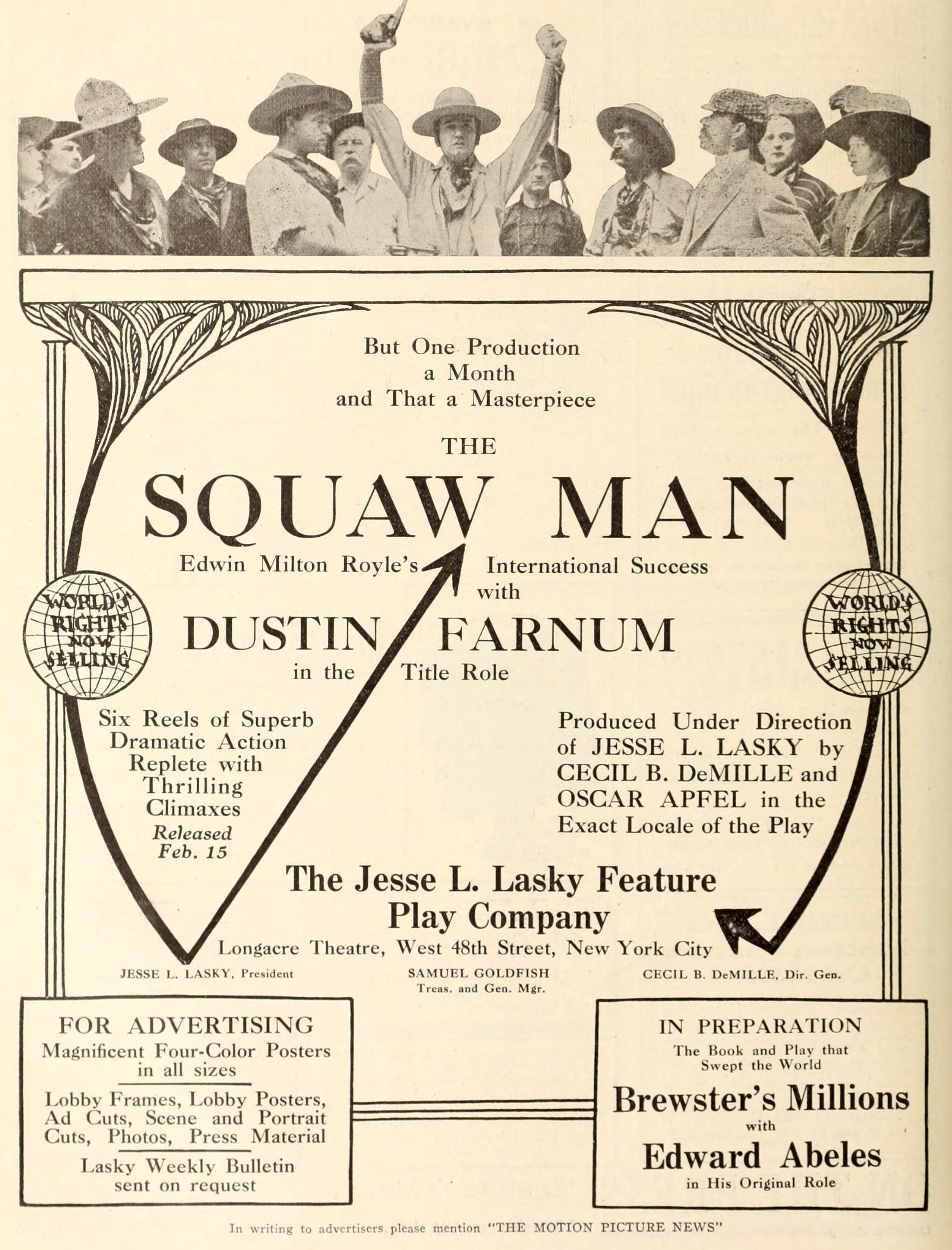
affiche promotionnelle pour le film Le Mari de l'Indienne.

Dustin Farnum accepte la proposition de Lasky et DeMille mais refuse de prendre 25 % des parts de la société préférant la somme fixe de cinq mille dollars,. Le tournage du film est d'abord envisagé dans le New Jersey mais l'endroit semble peu approprié pour un film de cow-boys et d'indiens. Finalement, tandis que Jesse L. Lasky et Samuel Goldwyn restent à New York, Cecil B. DeMille part avec son équipe pour Flagstaff, en Arizona. À leur arrivée ils sont alors pris par une tempête de neige poussant l'équipe à continuer son chemin vers Hollywood,, bourgade accueillant déjà le réalisateur D. W. Griffith. C'est ainsi que le 22 décembre 1913, DeMille loue une grange (connue aujourd'hui sous le nom de Lasky-DeMille Barn), au coin des rues Selma et Vine, aménagée en studio par la Burns and Revier Studio and Laboratory pour 250 $ par mois, (75 $ selon une autre source). Le 29 décembre 1913 débute le tournage de ce qui sera le premier long métrage hollywoodien,,. Pendant le tournage, Lasky arrive de New York pour observer le travail qui est fait. Les comptes rendus qu'il fait à Goldwyn sont si enthousiastes que celui-ci fait en sorte d'obtenir une avance de soixante mille dollars (quarante mille dollars selon une autre source) sur les futurs droits de diffusions.
Le Mari de l'Indienne, finalement réalisé en 18 jours et principalement par Oscar Apfel du fait de l'inexpérience cinématographique de DeMille, sort en 1914. C'est un franc succès, qui rapporte dix fois plus que son coût de production. Cette réussite permet à la compagnie de lancer de nouvelles productions après l'agrandissement du studio. Un agrandissement qui permet de faire plusieurs films simultanément. À la suite du succès du film, Jesse L. Lasky reçoit de nombreux messages de félicitations dont un provenant d'Adolph Zukor,. Lasky invite alors Zukor à déjeuner, une rencontre qui marque le début d'une longue amitié.

##### Le cinéma comme un art

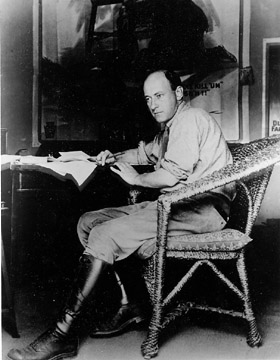
Cecil B. DeMille en 1914, travaillant à un scénario devant l'affiche du Mari de l'Indienne.

Après Le Mari de l'Indienne, la compagnie enchaîne les productions. Oscar Apfel réalise huit des dix films suivants, soit un toutes les trois-quatre semaines, tandis que Cecil B. DeMille en réalise deux. Avec ses deux réalisations, DeMille explore une voie plus artistique qu'à l'accoutumée. En effet, avec son directeur de la photographie, il joue avec les nuances de la lumière afin de donner un ton plus dramatique aux films. Quand Samuel Goldwyn voit pour la première fois le résultat de ce travail inédit, il se plaint à DeMille qu'il ne pourra jamais vendre un film aussi sombre. Cecil B. DeMille rétorque : « Dites-leur que c'est un éclairage à la Rembrandt »,. Goldwyn vend finalement les droits plus chers pour « extra artistique »,.
Pour satisfaire les demandes, trois nouveaux réalisateurs sont engagés : George Melford, Frederick A. Thomson et James Neill. Wilfred Buckland, célèbre à Broadway pour son travail sur les pièces de David Belasco, est engagé comme directeur artistique. Cette nouveauté dans le cinéma deviendra indispensable à tous les studios par la suite. Avec son équipe, il introduit notamment l'éclairage artificiel dans une industrie qui était dépendante de la lumière du soleil. Le frère de Cecil B. DeMille, William C. de Mille, est engagé comme conseiller scénaristique après avoir accepté un essai de trois mois. D'abord réticent à quitter le monde du théâtre, il fera finalement une carrière hollywoodienne de 41 ans.
Après la constitution de son équipe technique, la Jesse L. Lasky Feature Company peut compter sur le travail rigoureux de Cecil B. DeMille. En effet, il enchaîne les succès comme The Virginian avec Dustin Farnum, L'Appel du Nord avec Robert Edeson, La Fille du Far West avec Mabel Van Buren, L'Oie sauvage avec Ina Claire, Une famille de Virginie (adaptation de la pièce de William C. de Mille dont les rôles étaient initialement tenus par Mary Pickford et Cecil B. DeMille à New York) avec Blanche Sweet, L'Arabe avec Edgar Selwyn ainsi que Carmen et Maria Rosa avec Geraldine Farrar. Mais c'est avec Forfaiture, avec Fannie Ward et Sessue Hayakawa, la première star japonaise de Hollywood, que le potentiel artistique de DeMille est mis le plus en avant.
À la même période, la Famous Players et la Jesse L. Lasky Feature Play Company sont à peu près équivalentes du point de vue de la qualité et de la rentabilité.

#### Fusion des deux studios

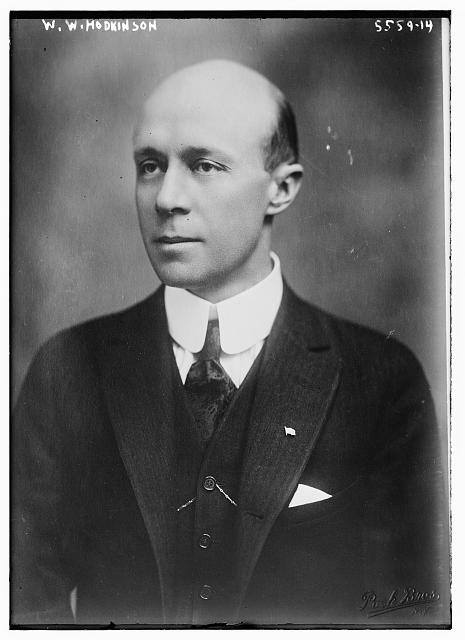
W. W. Hodkinson créa la société de distribution Paramount Pictures Corporation. Il est surnommé « l'homme qui inventa Hollywood ».

Le 14 mai 1914, W. W. Hodkinson créé une société de distribution du nom de Paramount Pictures Corporation,,. Son idée est de démarcher des producteurs afin de leur proposer une méthode de distribution nationale qu'il gèrera pour eux. C'est ainsi que la Paramount Pictures Corporation entre en affaire avec les sociétés d'Adolph Zukor et de Jesse L. Lasky, qui s'engagent respectivement à fournir 52 et 30 films. L'accord stipule que la Paramount touchera 35 %,, des recettes et qu'elle donnera systématiquement aux studios de production une avance de 35 000 $ pour chaque film,,. Persuadé par la future réussite de ce nouveau système de distribution, tout en étant méfiant par rapport au pouvoir que pourra avoir Hodkinson sur sa société, Zukor parvient à acheter 10 % des parts de la Paramount Pictures Corporation.
Le nouveau projet de Zukor est de développer son studio afin d'assurer lui-même la production et la distribution de ses propres films mais cette ambition est freinée en 1915 quand un incendie ravage ses studios de New York avec tous ses équipements,,. Adolph Zukor achète aussitôt une école d'équitation sur la 56e rue afin de la transformer en un nouveau studio pour ainsi reprendre ses activités qui sont partagées entre New York et Hollywood.
Guidé par son désir de vouloir tout contrôler, Adolph Zukor commence alors sa manœuvre afin de prendre le contrôle de la Paramount Pictures Corporation en faisant nommer à sa tête un distributeur de films du Maine, Hiram Abrams. Hodkinson, n'étant plus l'homme fort de sa propre société, cède alors ses parts et quitte la société en juin 1916.

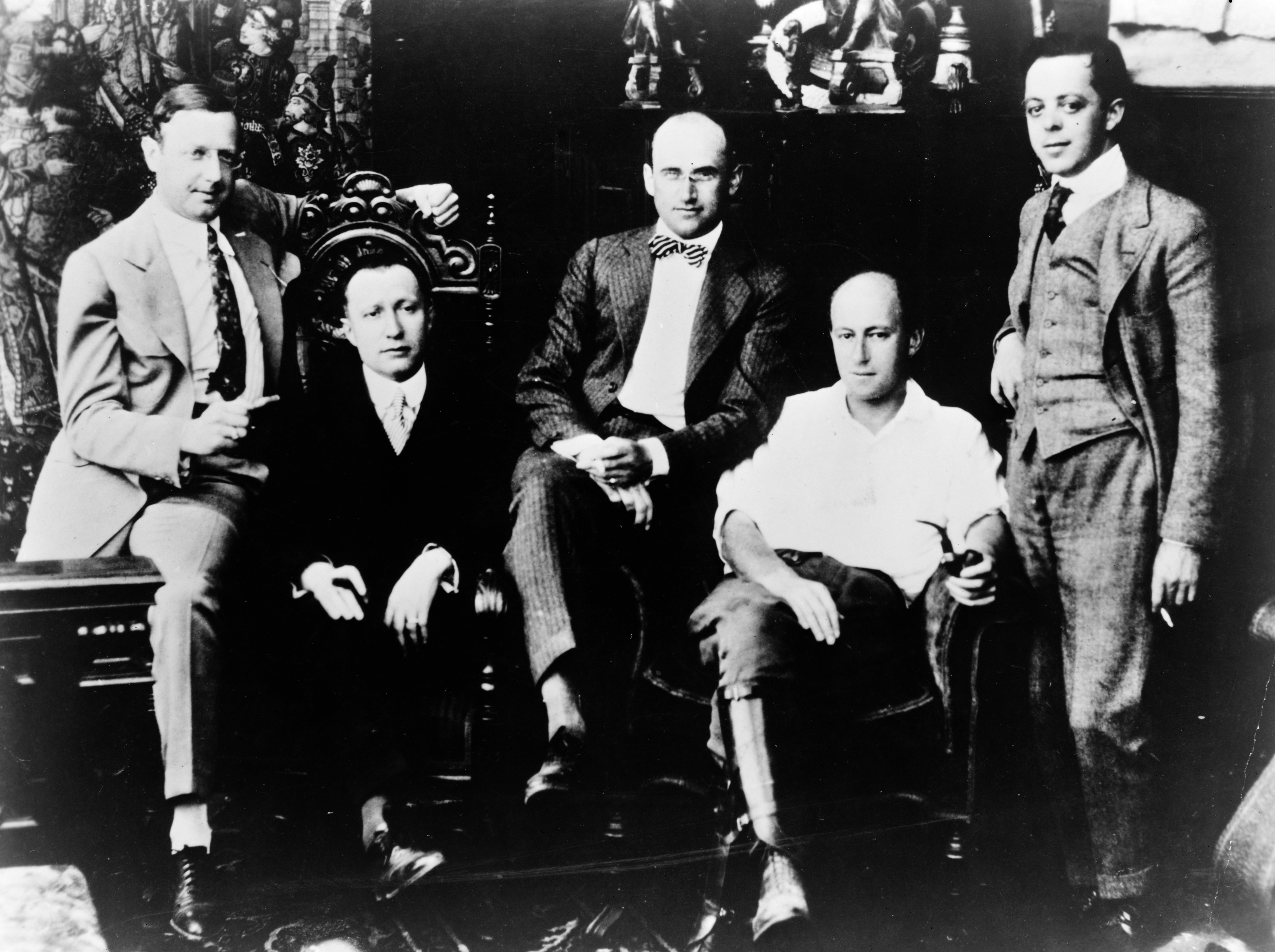
Photo prise le jour de la fusion en 1916. De gauche à droite : Jesse L. Lasky, Adolph Zukor, Samuel Goldwyn, Cecil B. DeMille et Albert Kaufman.

En parallèle, durant l'été 1916, après plusieurs mois de négociations et malgré une légère divergence d'opinion entre Zukor et Lasky (Zukor met l'accent sur les vedettes qui jouent dans ses films car il pense que le public se déplace pour eux alors que pour Lasky, c'est le scénario qui est le plus important), Adolph Zukor convainc Jesse L. Lasky, Samuel Goldwyn et Cecil B. DeMille à s'unir en fusionnant la Jesse L. Lasky Feature Company avec la Famous Players,. La fusion se fait de manière équitable, chacun obtenant une part égale de la nouvelle société. La Famous Players-Lasky Corporation est née, Adolph Zukor prenant le fauteuil de président, Jesse L. Lasky celui de vice-président, Samuel Goldwyn endossant le rôle de directeur de production et Cecil B. DeMille celui de directeur artistique,.
En septembre de cette année, à la suite d'une incompatibilité d'humeur et d'une divergence d'opinion, Adolph Zukor lance un ultimatum à Jesse Lasky afin de se séparer de Samuel Goldwyn. C'est ainsi que les parts de ce dernier sont rachetées neuf cent mille dollars. Dans la foulée, avec le soutien d'Otto Kahn, un « mécène » de Wall Street, Zukor réussit à convaincre les anciens associés de Hodkinson à vendre leurs parts de la société de distribution à la Famous Players-Lasky,.

### 1916 - 1925

#### Une méthode qui fait ses preuves
Les débuts de la Famous Players-Lasky se font à plein régime. Entre 1916 et 1921, la société réussit à sortir entre deux et trois nouveaux films par semaine. Avec une telle exposition, Adolph Zukor décide d'utiliser l'appellation Paramount, un nom plus facile à retenir, pour la promotion des films de la compagnie. De ce nom découle le nouveau slogan du studio, le plus familier dans le monde du cinéma à ce moment-là : « Si c'est un film Paramount, c'est un spectacle sans rival ».

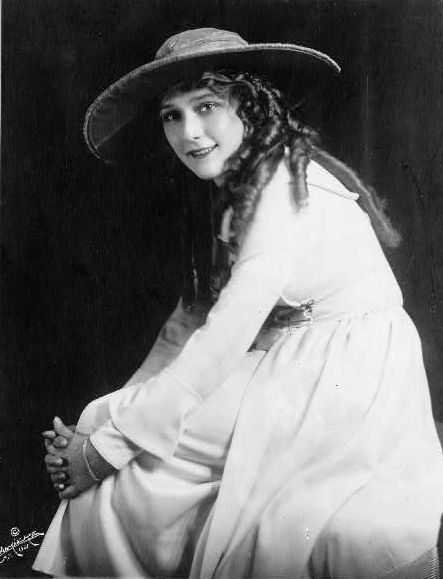
Mary Pickford est plus que jamais la grande vedette de la Paramount.

Les films de la Paramount de cette période peuvent être dissociés en deux filmographies distinctes. En effet, pour préserver l'ego de Jesse L. Lasky et Zukor, les productions de la côte Ouest sont précédées par « Jesse L. Lasky présente » tandis que celles de la côte est le sont par « Adolph Zukor présente ». Contrairement à ce qu'indiquent ces « présentations », les productions sont en fait gérées par Lasky avec le concours de Hugh Ford (superviseur des studios de la côte Est) et Hector Turnbull (superviseur des studios hollywoodien).
La Paramount, malgré son grand nombre de vedettes, ne peut se passer des services de la « Petite fiancée de l'Amérique », Mary Pickford. En effet Jesse L. Lasky, pour assurer la prospérité du studio, a mis au point une méthode pour que tous leurs films, les bons comme les mauvais, soient exploitables dans un maximum de salles. Cette méthode, appelée le block booking, oblige les propriétaires de cinéma, qui veulent les films de Pickford à tout prix, à acheter les droits de tous les films du label sans les avoir vus,,. Profitant de cette notoriété, l'actrice obtient sans difficulté une revalorisation salariale ; de cinq cents dollars par semaine à ses débuts à la Famous Players, elle passe à dix mille dollars hebdomadaire plus 50 % des bénéfices de ses films,,. À ces sommes s'ajoute également une prime de trois cent mille dollars à la signature du contrat. Le montant total garanti à Pickford s'élève finalement à 1 040 000 $, faisant d'elle l'actrice la mieux payée.
En parallèle à son marché local, la Paramount conclut des accords à l'étranger. Elle signe notamment un contrat d'exclusivité pour l'exploitation de ses films sur le territoire français avec Gaumont le 1er janvier 1918. S'ensuit le 1er juin 1921 la création d'une filière à Paris, la SA Paramount, dont l'objectif est de réaliser des films avec des cinéastes et acteurs français,.

#### Les premiers concurrents

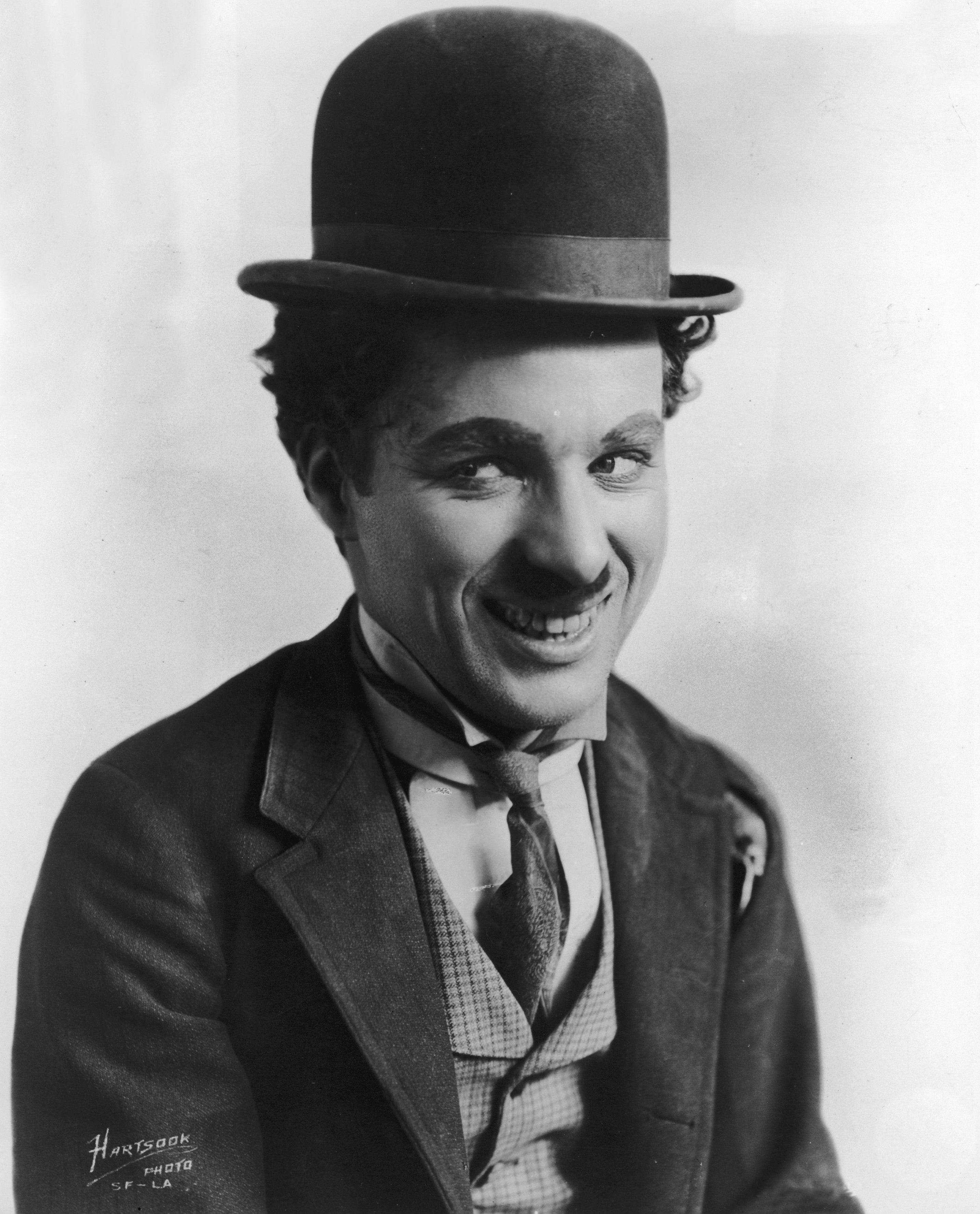
Pour contrer la Paramount, la First National Pictures engage Charlie Chaplin (ici en Charlot) à prix d'or.

Pour contrer la Paramount, H. E. Aitken, qui a fait fortune grâce à Naissance d'une nation de D. W. Griffith, créé la Triangle Pictures avec des producteurs tels que Griffith, Thomas H. Ince ou Mack Sennett. C'est finalement vain après l'obtention des signatures des trois producteurs-réalisateurs par Adolph Zukor. Grâce à l'engagement de ces réalisateurs, la Paramount « récupère » leurs principales stars : Douglas Fairbanks, Lillian et Dorothy Gish arrivent par l'intermédiaire de Griffith, William S. Hart, Charles Ray et Dorothy Dalton arrivent grâce à Ince tandis que Sennett amène dans son sillage Fatty Arbuckle. Ses acteurs à la notoriété avérée sont mis à disposition de la compagnie filiale Artcraft Pictures, qui a été créée en 1916 pour gérer les films de Mary Pickford, qui soumet des prix plus élevés aux propriétaires de cinéma,. Le système de block booking et le développement d'Artcraft permet à la Paramount « d'écraser » toute concurrence. Pour contrer la réussite de la Paramount, des exploitants de cinémas emmenés par James Dixon Williams et Thomas L. Tally, des propriétaires de circuits de salles, décident de se lancer dans la production de leurs propres films. First National Pictures est créée et devient la plus grande rivale de la société de Zukor et Lasky,. Le premier coup de force de la First National est de faire signer un contrat de 1 075 000 $ à Charlie Chaplin (du jamais vu à l'époque),, qui a un succès comparable à celui de Mary Pickford. À cela s'ajoute l'arrêt de diffusion des films Paramount dans les salles détenus par la First National,. La nouvelle compagnie ne s'arrête pas là et tente de donner le coup de grâce à la Paramount en faisant une offre mirobolante de 1 100 000 $ à Mary Pickford, qu'elle accepte,,,.

#### LaParamountévolue

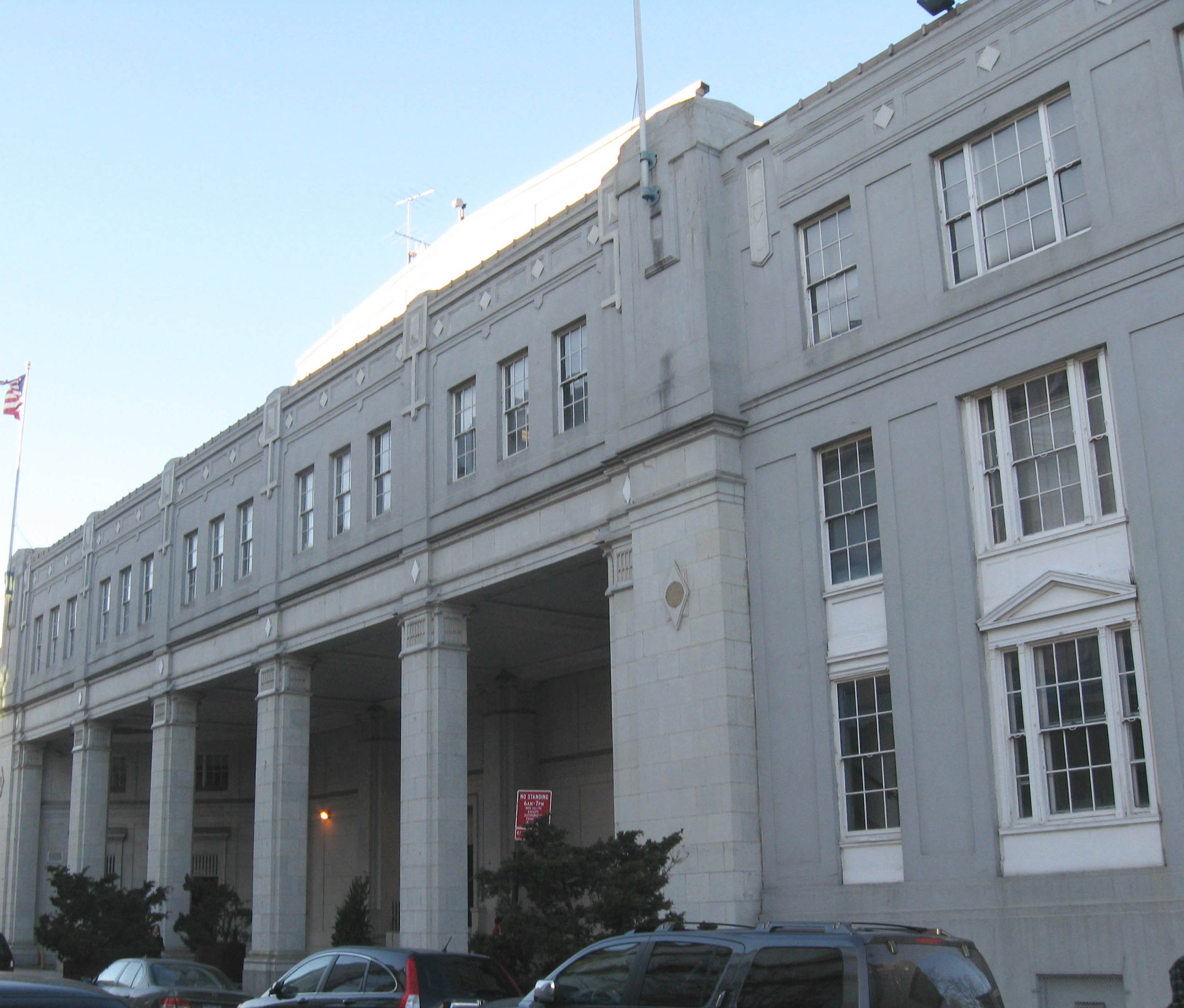
Le studio d'Astoria, aujourd'hui connu sous le nom de Kaufman Astoria Studios.

Adolph Zukor riposte en prenant la First National à son propre jeu. Après un emprunt établit chez Kuhn, Loeb & Company et une entrée en bourse, il dépense plusieurs millions de dollars pour l'acquisition ou la construction de salles à travers tout le pays,,, (notamment les salles Rivoli et Rialto sur Broadway). Dès 1924, l'évolution du circuit de distribution de la Paramount devient même mondial avec l'ouverture du Paramount de Paris, du Plaza et du  Carlton à Londres et d'autres à Vienne et ailleurs,. En 1920, les productions de la côte Est de la Famous Players-Lasky (qui est toujours le nom officiel de la société de production) emménage dans un studio nouvellement construit à Astoria et la compagnie acquiert un studio à Islington, un borough du Grand Londres. Avec des points d'ancrages à Paris, Berlin ou Bombay, la compagnie accentue son impact et diversifie ses productions dans le monde entier,.
En 1919, une seconde compagnie filiale voit le jour avec Realart. Alors qu'Artcraft rassemble les productions de « luxe » de la Paramount, Realart se distingue en étant productrice de films à très bas budget. Le prix peu élevé de cette branche Poverty Row permet ainsi de vendre plus de films aux exploitants de salles. La même année, Adolph Zukor persuade William Randolph Hearst de faire distribuer les films de sa société Cosmopolitan Productions par la Paramount. Cette collaboration permet surtout à Zukor de faire une forte publicité par le biais de la grande chaîne de journaux de Hearst.

#### Une compagnie au sommet

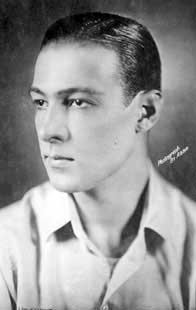
Rudolph Valentino, sous contrat avec la Paramount, est l'une des grandes stars du cinéma.

Sans arrêt à la recherche d'histoires ou de pièces à adapter, Jesse L. Lasky parvient à acheter les droits cinématographiques de dix pièces de J. M. Barrie contre 100 000 $ ainsi que 50 % des bénéfices sur les futurs films. La première pièce de Barrie adaptée est L'Admirable Crichton, réalisé par Cecil B. DeMille qui enchaîne les succès jusqu'à son premier film à grand spectacle, Les Dix Commandements en 1923. Cette même année 1923, sort également La Caravane vers l'Ouest de James Cruze, le premier western épique qui consacre ce genre comme l'un des plus importants de l'industrie cinématographique.
Dans cette période faste, la Paramount compte dans ses rangs les grandes stars d'alors notamment Gloria Swanson, Rudolph Valentino ou encore Pola Negri fraîchement arrivée d'Allemagne. Ce vivier de talents sera, au fil des années, grossi par les signatures à la Paramount de Fredric March, Claudette Colbert, Maurice Chevalier, Miriam Hopkins, Kay Francis, Walter Huston, Jeanette MacDonald, Helen Morgan, Charles Ruggles, Ruth Chatterton, Jeanne Eagels, Jack Oakie, Carole Lombard et les Marx Brothers. L'immense succès populaire de Gloria Swanson fera la renommée du studio Paramount.

#### LaParamountdans la tourmente

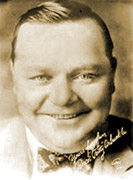
La carrière de Fatty Arbuckle prend fin prématurément après une accusation de meurtre.

Au début des années 1920, plusieurs affaires noircissent le tableau de la Paramount. En septembre 1921, l'actrice Virginia Rappe meurt quatre jours après une fête organisée par Fatty Arbuckle, comédien vedette du studio. Celui-ci est alors accusé de viol et de meurtre par empoisonnement mais est finalement acquitté après deux procès qui ont défrayé la chronique pendant plusieurs mois. Cette histoire marque la fin de sa carrière,. Comme Arbuckle, Mary Miles Minter est soupçonné, en février 1922, d'avoir tué William Desmond Taylor, un réalisateur également sous contrat avec la Paramount. Cette affaire ne sera finalement jamais élucidée,. Au même moment, Wallace Reid qui est vu comme le « spécimen idéal de l'américain sain », avoue qu'il est dépendant de la drogue. S'ensuit peu de temps après, sa mort par surdose,.
Toutes ces affaires cumulées provoquent un tollé général. Les organisations religieuses, relayées par la presse, en profitent pour dénoncer l'immoralité du cinéma. Un conseil d'auto-censure, mené par William Hays, est ainsi mis en place pour contrôler le contenu des films. En débouchera finalement le code Hays qui entrera en vigueur en 1934,. Cette surveillance incessante fait du tort à Cecil B. DeMille qui ne peut plus montrer à l'écran ce qu'il fait de mieux : la description du péché. Il quitte finalement la Paramount en 1924 après une dispute avec Adolph Zukor et Sidney Kent, le responsable des ventes.
Au milieu des années 1920, le bénéfice annuel de la société atteint plus de cinq millions de dollars soit deux fois plus que la Fox, trois fois plus que Universal Pictures et cinq fois plus que la Warner Bros.. Mais la Metro-Goldwyn-Mayer, créée en 1924 par l'ami et ancien associé de Zukor, Marcus Loew, égale les chiffres de la Paramount. Contrairement aux sociétés Triangle Pictures et First National, la MGM sera, à long terme, l'une des grandes rivales de la Paramount.

### 1926 - 1935

#### Un réseau de salles de grande envergure

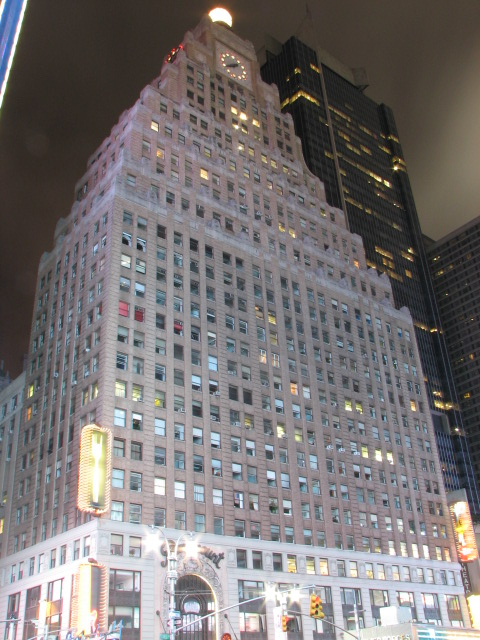
Le Paramount Building sur Times Square ouvrit ses portes en 1926.

Pour maintenir la Paramount au sommet de la hiérarchie des sociétés de production, Adolph Zukor concentre son énergie à l'acquisition de nouvelles salles. Beaucoup de ses achats sont alors payés avec des actions de la société, ce que Zukor regrettera plus tard. Après son association avec le réseau de salles de Chicago Balaban & Katz, la Paramount créé la Publix Theatres,. La filiale, dont Sam Katz a pris la direction,, compte près de 2 000 salles dont un luxueux cinéma sur Times Square qui se transforme en gratte-ciel en 1926, le Paramount Building,. L'importance de la Publix Theaters devient si importante que la société change officiellement de nom pour devenir en 1930 la Paramount-Publix,. Cependant c'est au Warners' Theater, un peu plus haut sur Broadway, qu'une révolution technique va secouer l'industrie cinématographique.

#### Arrivée du cinéma sonore
Le 6 août 1926 sort au Warners' Theater le film Don Juan avec John Barrymore,. Ce film, qui est accompagné de musique et d'effets sonore grâce à une bande son synchronisée, marque l'arrivée du son dans le cinéma grâce au procédé Vitaphone. Cependant la vraie révolution a lieu le 6 octobre 1927 avec la sortie du premier film avec des séquences chantées, Le Chanteur de jazz,. Après le succès technique de la Warner Bros. avec le son sur disque, la Fox lance le son sur pellicule avec le procédé Movietone. La Paramount, quant à elle, décide d'utiliser le Photophone de la RCA pour ajouter du son et de la musique à son succès Les Ailes (film qui remportera le premier Oscar du meilleur film). En 1928, la Paramount continue sur sa lancée en ajoutant une bande sonore à une douzaine de ses films muets et en retournant des scènes parlées pour trois autres films : Les Mendiants de la vie qui est le premier film parlant du studio, Varsity et L'Ange impur. C'est finalement le 5 novembre 1928 que sort Interference, le premier film complètement parlant de la compagnie. À partir de 1929 toutes les productions de la Paramount, mis à part quelques films muets dans lesquels du son est ajouté, sont des films parlants.

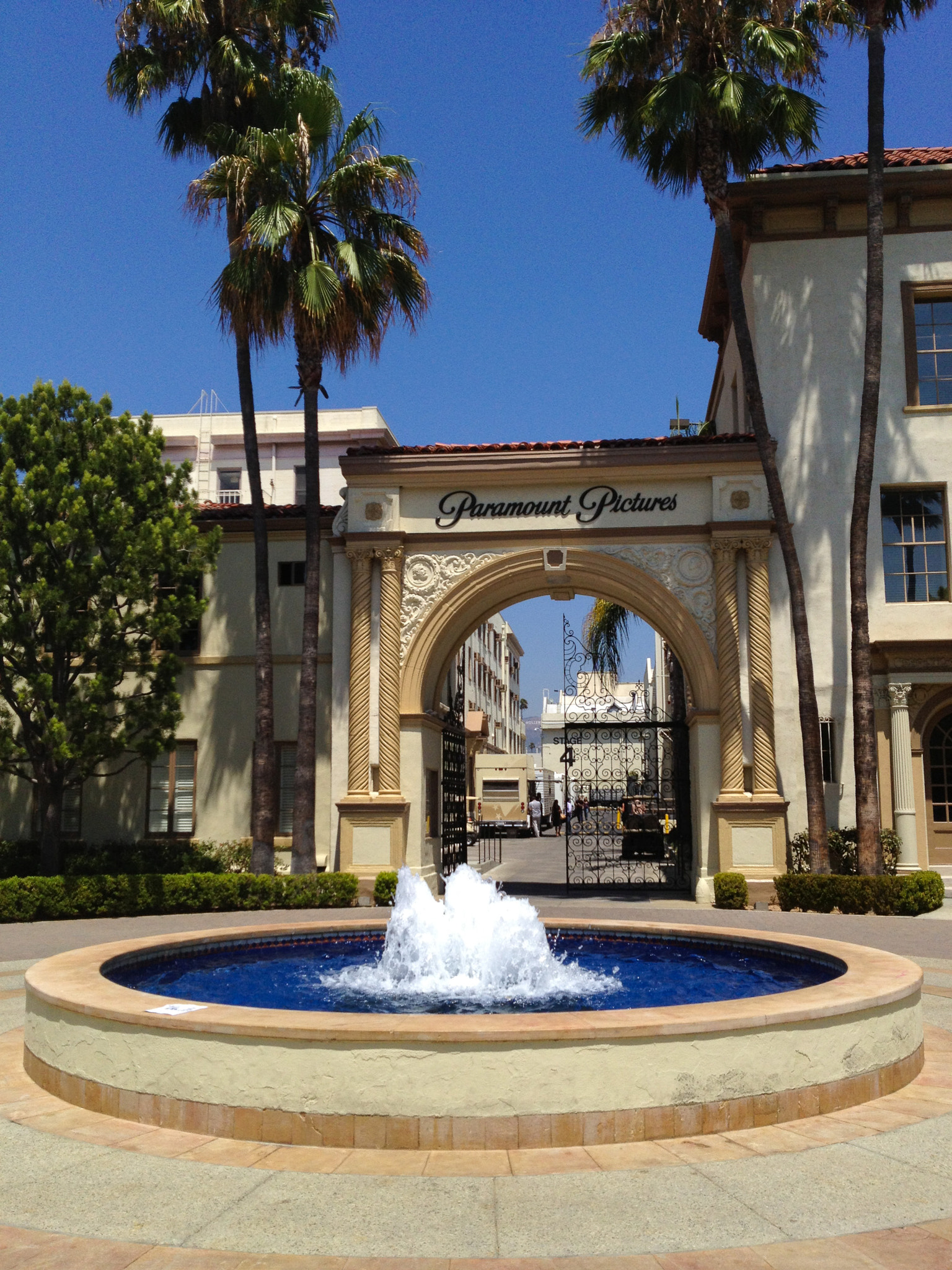
L'entrée du studio de Hollywood sur Marathon Street.

Pour faire face à cette évolution du cinéma et remplacer le vieux studio de la rue Vine, Jesse L. Lasky supervise la construction d'un nouveau studio à Hollywood, dont le coût atteint un million de dollars. Mais avant que ne soit tourné le premier film parlant dans ces nouveaux locaux, le bâtiment équipé de quatre plateaux insonorisés est détruit par un incendie. Le studio d'Astoria, qui avait été fermé peu de temps avant, est rénové d'urgence afin d'assurer le tournage des nouveaux films.
Tandis que la plupart des vedettes du studio réussissent le passage du cinéma muet au parlant (Gary Cooper, William Powell, Harold Lloyd, Clara Bow, Richard Dix, Charles 'Buddy' Rogers, Clive Brook, George Bancroft, Richard Arlen ou W. C. Fields), d'autres voient leur carrière s'achever prématurément comme Pola Negri ou Emil Jannings qui ont de forts accents germaniques. En 1930, Josef von Sternberg part pour Berlin tourner L'Ange bleu. Le film est un succès et révèle Marlène Dietrich qui signe alors un contrat avec la Paramount. L'année suivante, le studio accueille encore de nouvelles stars avec Tallulah Bankhead et Mae West, faisant de la Paramount « le palais des reines de l'écran ».
En mai 1929, Jesse L. Lasky se rend en France pour faire la promotion des talkies en Europe. Il en profite alors pour que la filiale française, SA Paramount, puisse exploiter les brevets de la Western Electric et ainsi faire des films parlants. La société achète un studio désaffecté à Joinville-le-Pont et fait construire sur deux hectares six plateaux équipés du matériel sonore nécessaire à la fabrication de films. Des productions à versions multiples sont donc réalisés sous le giron de la Paramount.

#### Les conséquences de la Grande Dépression
Le cinéma parlant permet à l'industrie cinématographique de ne pas trop souffrir du Krach de 1929 mais la donne change en 1932 avec la Grande Dépression. Cette année-là, les grands studios voient leurs pertes prendre une dimension catastrophique : pertes de 1 497 439 $ pour Universal Pictures, 10 695 503 $ pour la RKO Pictures, 14 095 054 $ pour la Warner Bros. et 16 964 498 $ pour la 20th Century Fox. La Paramount qui avait fait un bénéfice de 18 381 178 $ en 1930, enregistre un déficit de 15 857 544 $ en 1932 (21 000 000 $ selon Adolph Zukor). Ce déficit est la conséquence de l'achat des salles avec des titres de la société dont le remboursement était planifié à des dates postérieur à l'effondrement du marché,.
Malgré cette crise économique, le studio vit une année 1932 artistiquement réussite. Cecil B. DeMille, de retour après six années en tant que producteur indépendant, réalise Le Signe de la croix, Ernst Lubitsch signe entre autres Haute Pègre et le duo Josef von Sternberg-Marlène Dietrich gratifie le studio de Shanghaï Express. Pendant que des acteurs émergent en cette période trouble comme Bing Crosby et Cary Grant, des centaines d'employés sont licenciés tandis que les autres subissent une baisse de salaire. À New York, des changements sont également effectués avec l'éviction de Jesse L. Lasky avant la mise en liquidation de la société en 1933.
La Paramount-Publix émerge de la faillite en 1935 et est restructurée. La compagnie change de nom pour devenir la Paramount Pictures Inc. et c'est John Otterson, un financier, qui en est nommé président. Emanuel Cohen, l'ancien assistant de Lasky, devient directeur du studio tandis qu'Adolph Zukor devient le président du conseil d'administration,.

### 1936 - 1957

#### Un retour aux affaires difficile
| |  |  |
| Au milieu des années 1930, Bing Crosby et Mae West sont deux des principaux atouts de la Paramount. |  |  |

Après la mise en place du New Deal par le Président Roosevelt, en 1933, l'industrie cinématographique reprend sa marche en avant vers 1936. C'est ainsi que la Paramount, principalement grâce aux films de Cecil B. DeMille, Bing Crosby et Mae West, annonce un bénéfice de trois millions de dollars sur sa première année d'activité « d'après faillite ». Une année après sa prise de fonction à la tête de la société, John Otterson cède sa place au cofondateur de la chaîne de salles Balaban & Katz, Barney Balaban,,.
Malgré une stabilité retrouvé, la Paramount est confronté à une récession économique en 1938. Les bénéfices de la société descendent sous la barre des trois millions de dollars alors que les coûts de productions augmentent de plus en plus mais il y a également une nouvelle concurrence avec l'émergence du marché de la radiodiffusion. Au même moment le gouvernement américain poursuit en justice les majors (Paramount, Metro-Goldwyn-Mayer, 20th Century Fox, RKO Pictures et Warner Bros.) car il considère que ces sociétés, possédant chacune leur structure de production et de diffusion, ne respectent pas le Sherman Antitrust Act (voir United States v. Paramount Pictures, Inc.).
Les difficultés semblent ne faire que commencer pour le studio avec l'arrivée de la télévision pour des retransmissions expérimentales dans plusieurs villes américaines,. Mais la Paramount devient finalement la première compagnie hollywoodienne à s'investir dans le développement de l'industrie télévisuelle avec l'acquisition d'une station d'émission à Chicago par Balaban et le début de la fabrication de téléfilms.

#### La réussite avec la guerre en toile de fond
En 1939, la Seconde Guerre mondiale éclate et engendre par conséquent la perte du marché européen et de son nombre de salles deux fois plus élevés qu'aux États-Unis. En 1940, Martin Dies, un membre de la Chambre des représentants des États-Unis et président de la House Un-American Activities Committee (« Commission de la Chambre sur les activités non américaines »), accuse Hollywood de soutenir le communisme. S'ensuit alors pendant près de dix ans, notamment lors du Maccarthysme, une « croisade anti-communiste » qui engendre l'élaboration d'une liste noire et l'arrestation de nombreux employés des studios,. Malgré cette turbulence à Hollywood, les studios gagnent beaucoup d'argent. Le public, cherchant à se divertir pendant la guerre, prennent d'assaut les salles de cinéma. C'est ainsi que la Paramount finit l'année 1939 avec un bénéfice de treize millions de dollars, chiffre qui monte à quinze millions en 1945. En 1946, contrairement aux attentes, les bénéfices atteignent 39 millions de dollars soit le plus gros gains d'argent enregistré par un studio en une seule année. Les concurrents de la Paramount ne sont pas en reste avec 22 millions de dollars pour la Fox, 19 millions pour la Warner et 18 millions pour la MGM alors que les exploitants de salles annoncent que le pop-corn vendu a rapporté près de dix millions de dollars. Paradoxalement cette réussite n'est pas due à un nombre plus élevé de films, bien au contraire. Alors qu'en 1936 la Paramount avait proposé 71 films, elle n'en sort « que » 19 en 1946 avec comme nouvelle devise « moins mais meilleurs ».

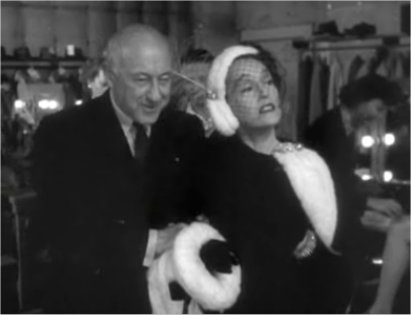
Cecil B. DeMille et Gloria Swanson, ancienne star du cinéma muet et découverte par DeMille, jouant dans Boulevard du crépuscule de Billy Wilder en 1950.

Dans les années 1930, la Paramount sortait des films de divertissements qui n'était pas considérés comme des grands films. C'est finalement en 1945 que la société voit un de ses films remporté l'Oscar du meilleur film avec La Route semée d'étoiles de Leo McCarey, 16 ans après Les Ailes. Ce film, récompensé par plusieurs autres récompenses et qui réalise un bon résultat au box-office (six millions de dollars récolté en Amérique du Nord), marque le début d'une période artistiquement réussi pour la Paramount. L'année suivante c'est Billy Wilder avec Le Poison qui est consacré meilleur film et de 1949 à 1956 la liste des nominations s'allonge encore avec L'Héritière, Boulevard du crépuscule avec un retour fulgurant de Gloria Swanson, Sous le plus grand chapiteau du monde (lauréat en 1953), Vacances romaines, L'Homme des vallées perdues, Une fille de la province, La Rose tatouée et la deuxième version des Dix Commandements,.
Parallèlement, les studios produisent de 1927 à 1957 les Paramount News, actualités cinématographiques. Le no 37 des Paramount News est d'ailleurs nommé aux Oscars pour le meilleur court métrage documentaire, lors de la 19e cérémonie des Oscars.

#### Production de dessins animés
Depuis le début des années 1930, la Paramount distribue les dessins animés produits par Fleischer Studios. C'est à cette société, fondée par Dave et Max Fleischer en 1921, que l'on doit la création de plusieurs personnages à succès, comme Betty Boop et Popeye. Alors en plein succès avec Betty Boop, le studio éprouve des difficultés après l'entrée en vigueur du code Hays qui oblige le studio à édulcorer les aventures de la pin-up. Pour la rendre moins sexy, on rallonge alors la jupe de Betty Boop et on refroidit son tempérament. Ces changements imposés engendrent une baisse de popularité des productions de la société ; celle-ci retrouve finalement de l'entrain grâce à Popeye, personnage créé par Elzie Crisler Segar. Au milieu des années 1930, le succès du marin est tel qu'il devient plus populaire que Mickey Mouse.
En 1939, la société des frères Fleischer évolue en sortant son premier long métrage animé, Les Voyages de Gulliver. Malgré le succès du film, le Fleischer Studios commence à rencontrer des problèmes financiers à la suite d'un déménagement à Miami Beach et d'un accroissement des effectifs. C'est ainsi que le studio des frères Fleischer devient dépendant de la Paramount qui lui octroie des prêts ou des avances afin de poursuivre la production de ses dessins animés.
Finalement, la Paramount prend le contrôle du Fleischer Studios le 25 mai 1941, qui sort son deuxième long métrage, Douce et Criquet s'aimaient d'amour tendre en fin d'année. À la suite de différents conflits qui opposent Dave et Max Fleischer, ainsi qu'à l'échec commercial de Douce et Criquet, la Paramount décide de se séparer des frères Fleischer. La société est alors renommée en Famous Studios et sera active jusqu'en 1967.

#### LaParamountdoit céder ses salles de cinéma
Après plus de dix ans de menace, en 1948, le gouvernement des États-Unis juge coupable les « majors » d'aller à l'encontre de la loi anti-trust. Les sociétés sont condamnées à se séparer des salles leur appartenant pour ainsi redevenir de « simples » compagnies de production et de distribution. La Paramount est la première à signer un « décret de consentement » qui stipule qu'elle accepte de céder ses salles. Son circuit de salles doit être pris en charge par une structure indépendante, la United Paramount Theatres (UPT), qui devra réduire d'un tiers le nombre de salles tous les ans pendant trois années. La Paramount conserve malgré tout dans son giron ses salles étrangères ainsi que la Famous Players,, sa chaîne de cinémas canadienne montée en 1920. Les conséquences sont immédiates, les bénéfices de la Paramount passant de vingt millions de dollars en 1949 à six millions en 1950. Leonard Goldenson, président d'UPT qui cherche à se diversifier, approche en 1951 le président de la jeune chaîne de télévision American Broadcasting Company alors en difficulté financièrement et lui propose qu'UPT achète ABC. En 1953, la Federal Communications Commission autorise la fusion entre United Paramount Theatres et American Broadcasting Company qui se rebaptise American Broadcasting-Paramount Theatres.

#### LeVistaVisionen réponse auCinemaScope

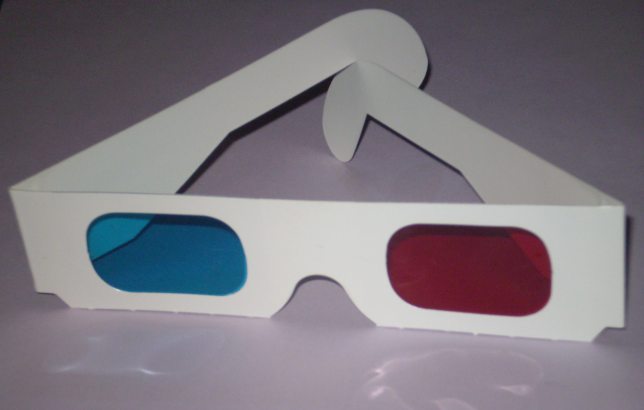
Le cinéma en relief est l'une des voies envisagées pour contrer l'émergence de la télévision.

Au début des années 1950, la télévision pique la vedette à la radio et devient la première rivale du cinéma. Pour dépasser cette concurrence les studios mettent au point la fabrication de films en trois dimensions,. Cependant, cette nouvelle manière de voir les films ne tarde pas à lasser le public. C'est alors que sont présentés des films en Cinérama qui font sensations dans les grandes villes. Ce procédé, qui consiste à projeter par trois appareils différents des images qui sont ensuite juxtaposés, ne peut finalement se généraliser à cause de son coût trop élevé.

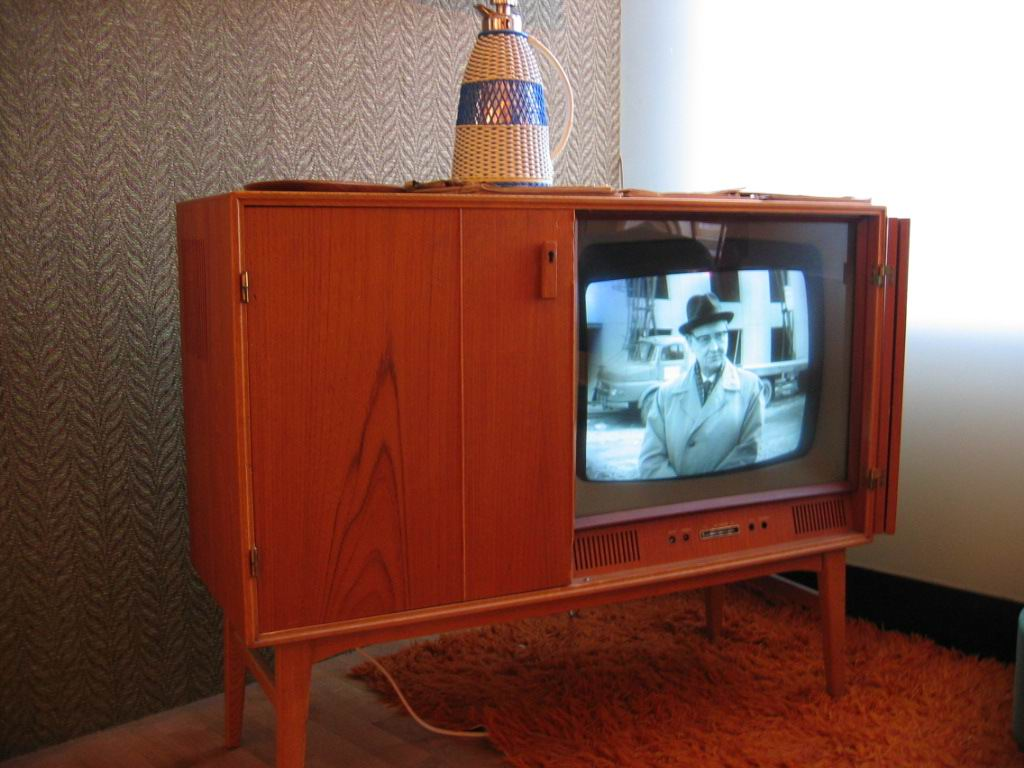
La télévision détrône peu à peu le cinéma.

La grande innovation intervient en 1953 avec le lancement par la 20th Century Fox du CinemaScope, dont le principe est d'anamorphoser l'image sur un écran plus large. Le CinemaScope est alors adopté par toutes les compagnies sauf la Paramount qui propose peu de temps après le VistaVision. Ce procédé propose une image moins grande que le CinemaScope mais de meilleure qualité avec un défilement horizontal du film négatif 35 mm au lieu d'une image anamorphosée. Le VistaVision est alors perçu comme une amélioration de la diffusion sur écran large et est associé au son stéréophonique, comme l'est le CinemaScope. Malgré cette avancée, la télévision se démocratise avec plus de quarante millions de postes à travers tout le pays en 1957, détrônant le cinéma dans le cœur du public.

### 1958 - 1984

#### Achat par laGulf and Western Industries
En 1958, la Paramount annonce un bénéfice de 12 500 000 $, son plus gros depuis 1949, supérieur à celui de tous ses concurrents et annonciateur d'un redressement après une douzaine d'années délicates. Ce bon résultat est surtout dû à l'augmentation du prix du billet d'entrée qu'à l'augmentation de la fréquentation qui est en baisse constante depuis l'arrivée de la télévision. La même année, la compagnie vend les droits de diffusion télévisuels de ses films antérieurs à 1948 à la Music Corporation of America (qui prendra ensuite possession d'Universal Pictures en 1962) pour une somme de cinquante millions de dollars. Cette transaction a pour effet de faire grimper considérablement les actions Paramount. Le 19 février 1964, c'est la National Broadcasting Company qui récupère les droits de ce même catalogue pour soixante millions de dollars. Cette même année, Adolph Zukor devient président honoraire du studio, poste qu'il conservera jusqu'à sa mort en 1976 à l'âge de 103 ans.
En 1965, une crise interne atteint la société. Des hommes d'affaires de tout horizons font pression auprès de la direction de la Paramount pour prendre possession de la société mais c'est finalement la Gulf and Western Industries, sous la direction de Charles Bluhdorn, qui réussit à s'emparer de la compagnie en achetant chaque action 83 $ (quasiment dix dollars de plus que sur le marché à ce moment-là). Le 19 octobre 1966, la Paramount devient la première major à être détenu par un conglomérat,. Bluhdorn quitte la présidence de la Paramount en 1969 et nomme successivement quatre personnes pour le remplacer : Stanley R. Jaffe de 1969 à 1971, Frank Yablans de 1971, à 1974, David V. Picker de 1974 à 1976 et Michael Eisner en 1976 qui restera jusqu'en 1984.
Gulf+Western, propriétaire de compagnies financières, industrielles et minières, crée un groupe appelé Leisure Time. Cette filiale est alors composée de la Paramount, de la maison d'édition Simon & Schuster et du Madison Square Garden et représente 14 % de la société de Bluhdorn. Grâce à une augmentation de la fréquentation des cinémas après 25 ans de baisse, la Paramount devient une source de revenus importante pour son actionnaire. En effet, le nombre de billets atteint 954 millions en 1972 après être passé de quatre milliards en 1942 à 820 millions en 1971.

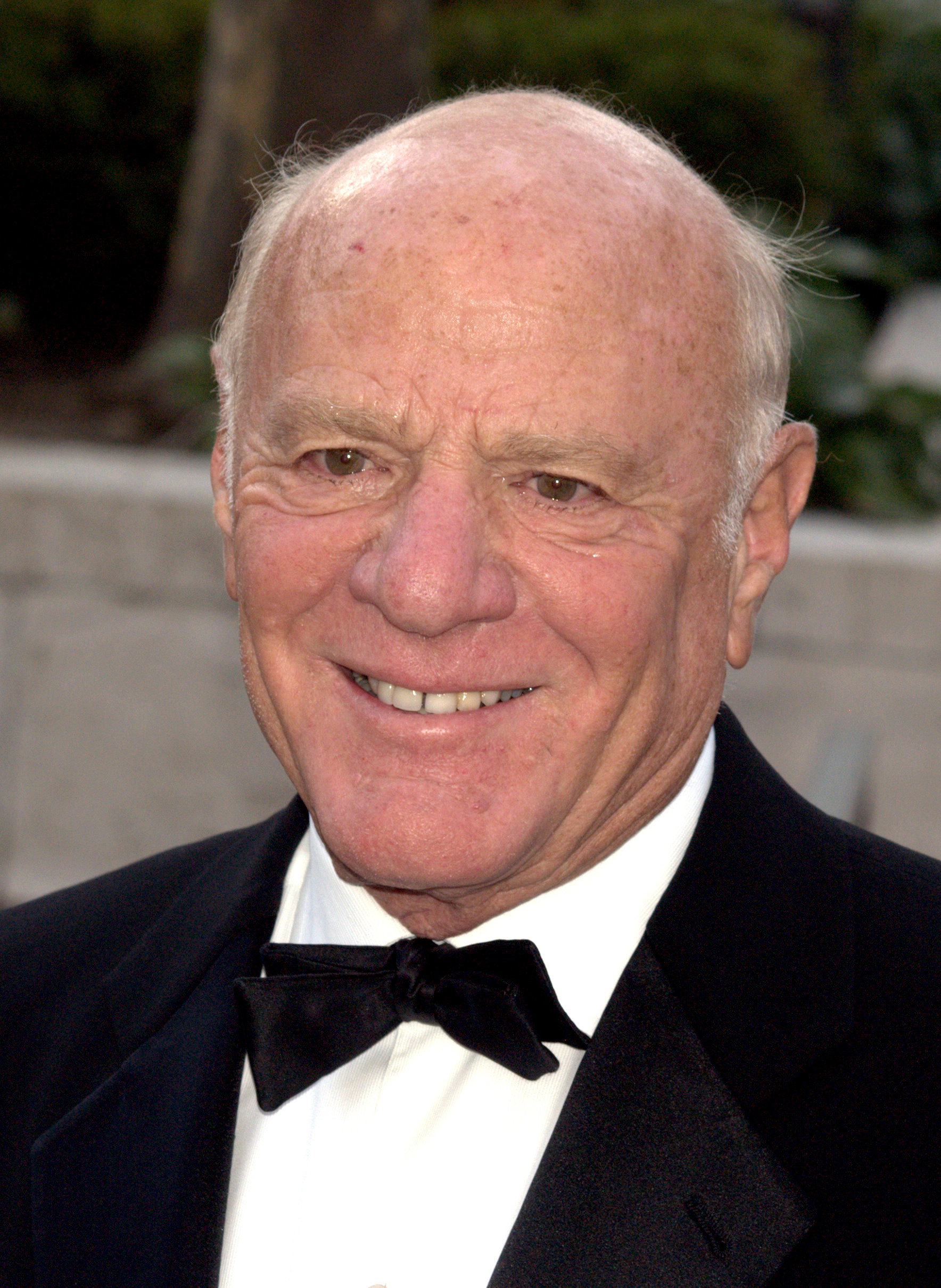
Barry Diller, ici en 2009, prend le contrôle de la production de la Paramount en 1974.

En 1974, Charles Bluhdorn donne la direction du conseil d'administration à Barry Diller qui devient l'un des principaux décisionnaire du studio et qui permet la production de plusieurs succès comme La Fièvre du samedi soir, Grease ou encore Les Aventuriers de l'arche perdue et Le Flic de Beverly Hills. En février 1983, Charles Bludhorn meurt d'une crise cardiaque et est remplacé par Martin S. Davis à la tête de Gulf & Western. S'ensuit une réorganisation de la direction qui pousse à la démission Barry Diller et Michael Eisner en 1984. C'est ainsi qu'Arthur Barron devient président du Gulf & Western Entertainment and Communications Group (nouveau nom du Leisure Time) et que la présidence de la Paramount est laissée à Frank Mancuso Sr.,.

#### Un sursaut économique
Alors qu'à ses débuts elle avait été un fléau pour les studios de cinéma et leurs résultats du box-office, la télévision est la principale responsable de la reprise économique de la Paramount. En effet, la compagnie se met à beaucoup produire pour la télévision tout en fournissant ses films sortis après 1950.
En 1970, Paramount et Universal s'associent pour mettre en place un réseau de distribution international (hors des États-Unis et du Canada pour respecter la loi anti-Trust) commun aux deux compagnies : Cinema International Corporation (CIC). En 1981, la CIC s'agrandit avec l'intégration de la MGM qui vient de racheter United Artists. C'est ainsi que la distribution des films des majors américaines en dehors du territoire n'est plus assurée que par la seule et unique CIC qui est alors renommée United International Pictures.

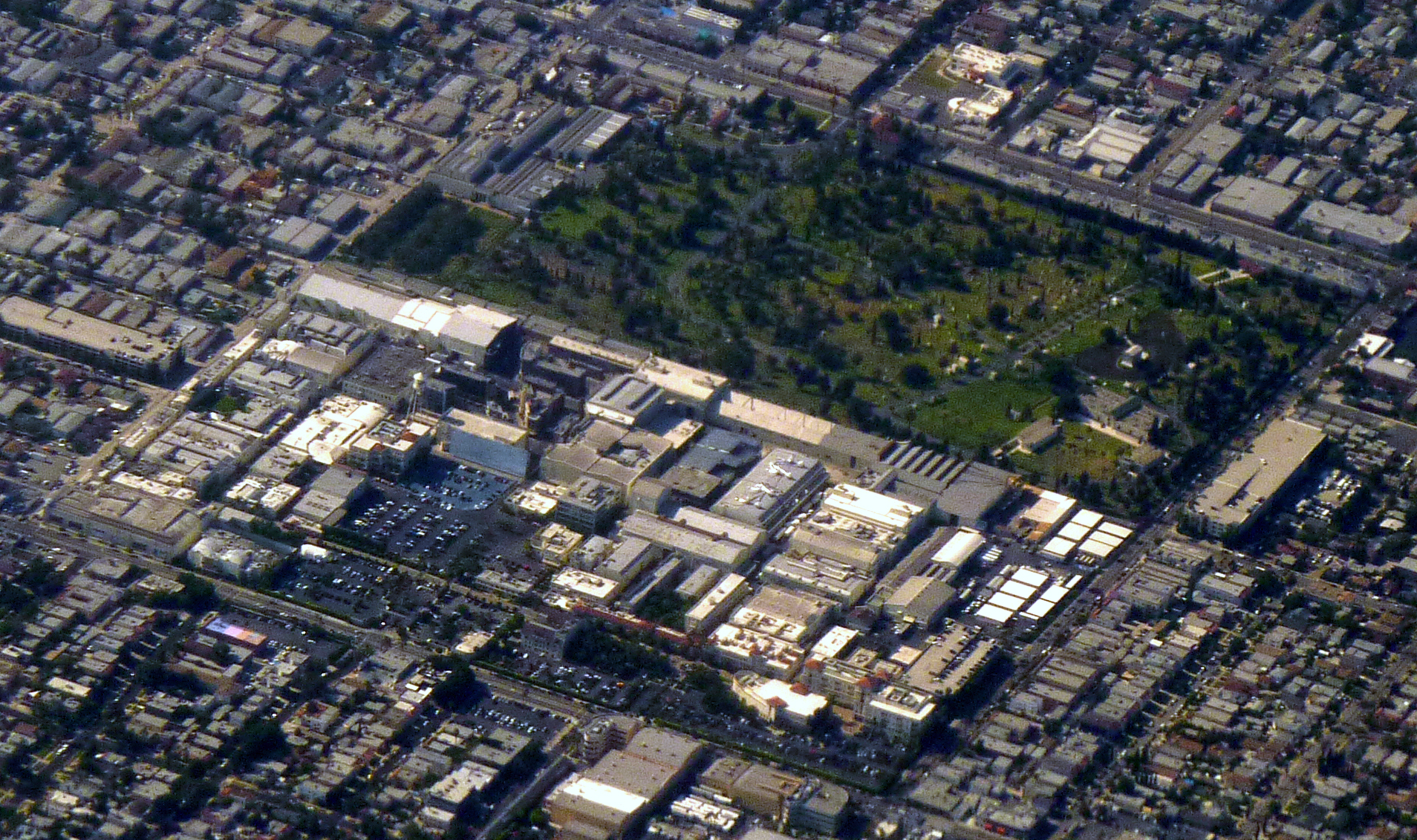
Vue aérienne du studio qui devient le dernier à être localisé à Hollywood après la délocalisation de la Columbia Pictures à Burbank.

Après les années 1960 qui ont vu la Paramount avoir du mal à émerger financièrement (de tous ses films, seul Drôle de couple avait réussi à atteindre les vingt millions de dollars au box-office américain), les années 1970 lui permettent de renflouer ses caisses. En effet se sont pas moins de quinze films qui dépassent les vingt millions de dollars dont Grease qui atteint même 96 millions. Avec Grease (film) en locomotive, l'année 1978 se termine avec un gain total de 290 millions de dollars rien que sur le territoire américain, du jamais vu à l'époque. En 1979, la Paramount établi un nouveau record avec des recettes mondiales atteignant 551 millions de dollars.
En 1973, la Paramount devient le dernier studio à être localisé dans Hollywood même après le départ de la Columbia Pictures à Burbank, où est déjà installé la Warner Bros. depuis 1929. Dès lors, le studio devient une réelle attraction qui attire un grand nombre de visiteurs pour lesquels il symbolise le cinéma hollywoodien.

#### Fin de l'«usine à rêve» et naissance du Nouvel Hollywood

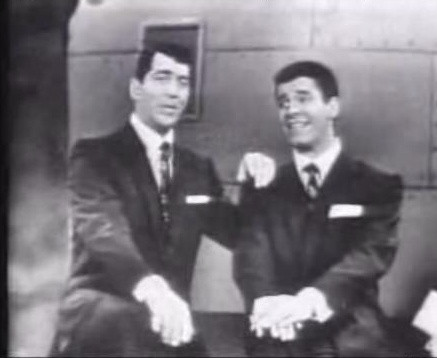
À la fin des années 1950, Jerry Lewis (à droite, avec Dean Martin) est l'une des rares grandes vedettes de la Paramount.

Le surnom d'« usine à rêve » donné à l'industrie hollywoodienne convient de moins en moins au fil du temps. Contrairement au passé, les films qui sortent des différents studios manquent cruellement d'identité ; il n'est plus possible d'identifier le créateur d'un film en regardant simplement son affiche. En 1958, la Paramount, qui était réputée pour sa pléiade de stars, perd de sa superbe avec comme seule vraie vedette le comique Jerry Lewis. Le studio commence également à tourner moins de films, préférant les acheter à des studios indépendants. De ce changement de stratégie en résulte une décennie relativement pauvre en films de qualités ; des films distribués par la Paramount dans les années 1960, on retient essentiellement Psychose d'Alfred Hitchcock ou Diamants sur canapé de Blake Edwards. À côté de cela les coûts de productions s'envolent. C'est ainsi que 86 millions de dollars sont investis pour faire cinq films (La Kermesse de l'Ouest de Joshua Logan, Waterloo de Serge Bondartchouk, Traître sur commande de Martin Ritt, Catch 22 de Mike Nichols et Darling Lili de Blake Edwards) qui n'en rapporteront que 33 millions sur le marché nord américain.
Cependant, ces pertes sont équilibrés par le succès d'une série de films qui sortent à partir de 1968. En plus de films dit « alimentaire » (autrement dit, pour faire de l'argent sans trop investir), la Paramount enchaine de nouveau les succès avec Drôle de couple de Gene Saks et avec Jack Lemmon, Roméo et Juliette de Franco Zeffirelli, Goodbye Columbus de Larry Peerce, Cent dollars pour un shérif de Henry Hathaway et avec John Wayne, Love Story (cinquante millions de dollars au box-office) de Arthur Hiller et avec le duo Ali MacGraw-Ryan O'Neal ou encore Rosemary's Baby de Roman Polanski.

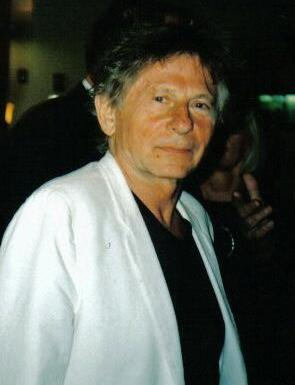
Dans les années 1970, Roman Polanski (ici en 2007) est, avec Francis Ford Coppola, l'un des réalisateurs les plus emblématiques de la Paramount.

C'est avec l'émergence du Nouvel Hollywood, que la Paramount obtient de nouvelles lettres de noblesse. En effet plusieurs réalisateurs prometteurs, notamment Roman Polanski et Francis Ford Coppola, réalisent sous la houlette du studio de grands succès qui deviendront pour certains cultes. En 1972, sort Le Parrain de Francis Ford Coppola, qui, en plus du record de recettes avec ses 86 millions de dollars au box-office, permet au studio de remporter l'Oscar du meilleur film qui lui échappe depuis une vingtaine d'années.
En 1975, la Paramount obtient le nombre record de 39 nominations, réparties dans quasiment toutes les catégories, à la cérémonie des Oscars. Sur ce total, elle reçoit trois nominations pour celui du meilleur film avec Chinatown de Roman Polanski, Conversation secrète et Le Parrain 2 du seul Francis Ford Coppola. Ce dernier film devient par la même occasion la première suite à remporter la récompense suprême. Il s'ensuit une ribambelle de films qui séduisent autant la critique que le public comme Nashville de Robert Altman, Le Jour du fléau de John Schlesinger, Les Trois Jours du condor de Sydney Pollack, Les Moissons du ciel de Terrence Malick, La Petite et Atlantic City de Louis Malle, Le ciel peut attendre de Warren Beatty et Buck Henry, Y a-t-il un pilote dans l'avion ? des ZAZ, Des gens comme les autres de Robert Redford, Reds de Warren Beatty, Tendres Passions de James L. Brooks ou encore Un fauteuil pour deux de John Landis. Mais c'est finalement avec Les Aventuriers de l'arche perdue de Steven Spielberg et ses deux cents millions de dollars de recettes mondiales que la Paramount revient au sommet de la hiérarchie hollywoodienne.

### 1984 - 2005

#### Production deblockbusters

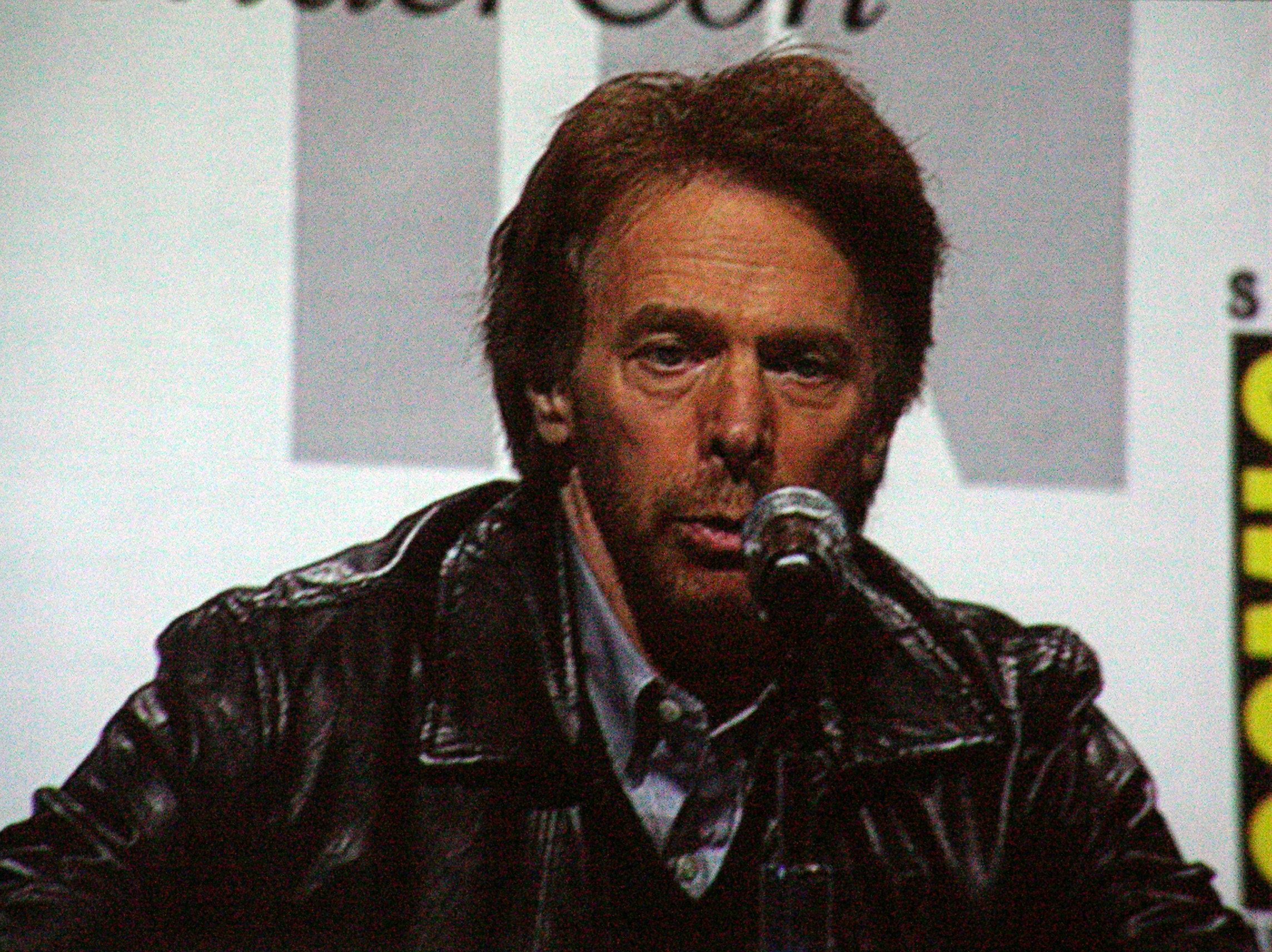
Dans les années 1980, Jerry Bruckheimer est, avec son associé Don Simpson, responsable de nombreux succès pour la Paramount.

Depuis le début des années 1980, l'industrie du cinéma hollywoodien se résume quasiment au seul mot blockbusters. Ce sont des productions à très gros budget qui, par leurs castings, leurs effets spéciaux et leurs campagnes publicitaires, attirent l'attention des médias et du public ; les premiers du genre sont réalisés dans les années 1950 et 1960 (notamment Les Dix Commandements de Cecil B. DeMille pour la Paramount, Ben-Hur de William Wyler pour la Metro-Goldwyn-Mayer ou en encore Cléopâtre de Joseph L. Mankiewicz pour la 20th Century Fox). Même si les studios ne produisent pas exclusivement ce genre de films, le cinéma dit « d'auteurs » est mis en marge car il ne rapporte pas autant d'argent.
En 1978, la Paramount est le studio qui possède le plus de parts de marché avec 24 %. Au fil des ans, ses parts diminuent pour tomber à 14 % en 1983 puis à 10 % en 1985, loin derrière les 18 % du leader Warner Bros.. La Paramount entre alors dans le système de films à gros budget, comme Les Aventuriers de l'arche perdue, produit à hauteur de vingt millions de dollars et qui en rapporte dix fois plus, qui engendrent de grosses rentrées d'argent et qui permettent de compenser les pertes des autres films du studio sortis dans la même période. C'est ainsi que la part de marché de la Paramount remonte à 20 % en 1987. Le studio se fait alors spécialiste des « films pop-corn » avec notamment ceux montés par le duo de producteurs Don Simpson-Jerry Bruckheimer. Plusieurs succès du box-office des années 1980 et 1990 portent leur signatures dont Flashdance, Le Flic de Beverly Hills et sa suite ou encore Top Gun.

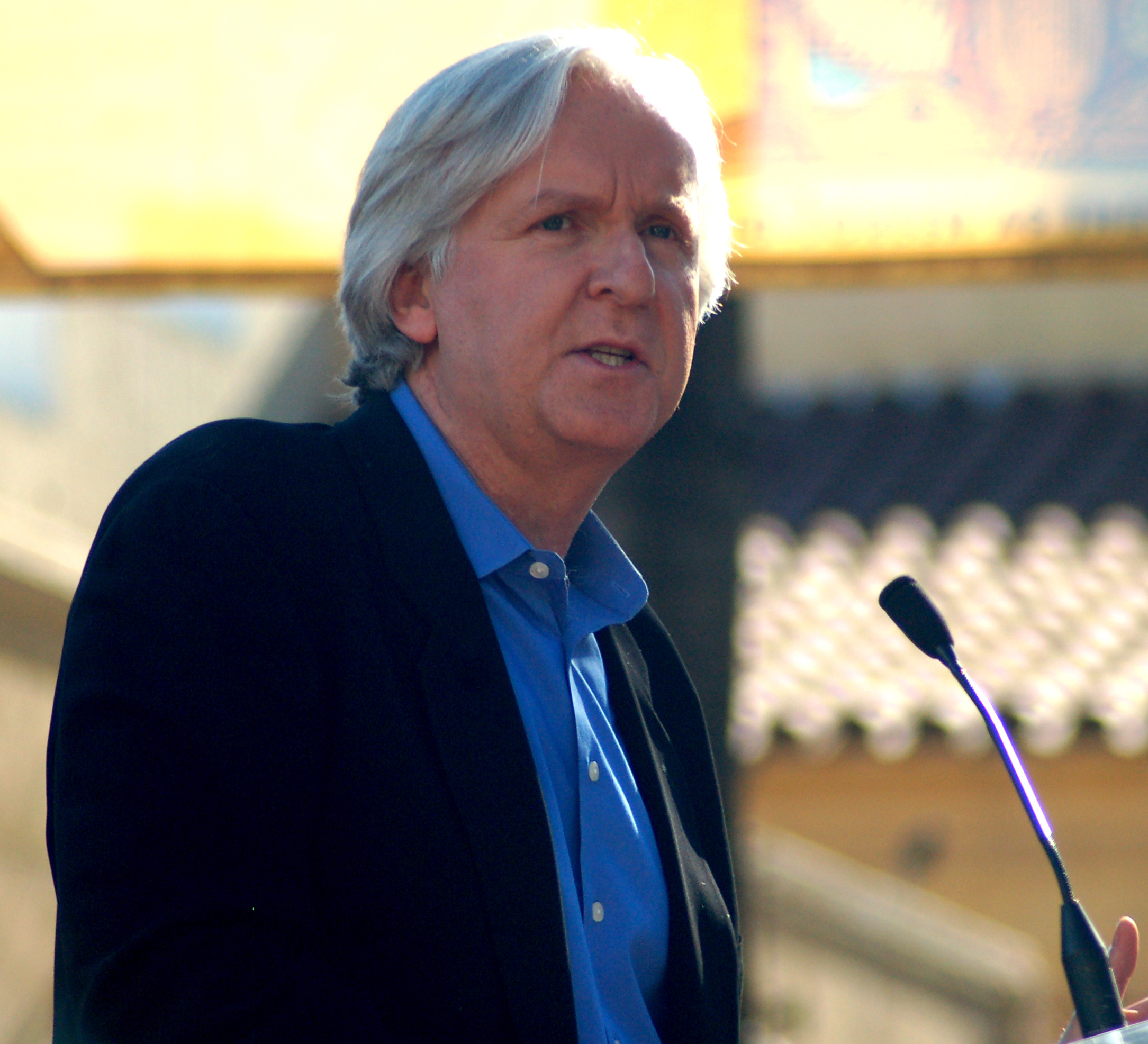
James Cameron est l'auteur du plus grand succès commercial de la Paramount avec Titanic.

En dépit de ses grosses productions, les résultats de la Paramount sont plus que moyens en 1990. Cette année-là, le studio sort plusieurs blockbusters avec entre autres À la poursuite d'Octobre rouge avec Alec Baldwin et Sean Connery, 48 Heures de plus, la suite de 48 Heures avec Eddie Murphy et Nick Nolte et Le Parrain 3 de Francis Ford Coppola et avec Al Pacino. Cependant, ce n'est qu'avec un seul film qu'elle ne doit son salut : Ghost. Avec 217 millions de recettes nationales, le film, dont la vedette est tenu par Patrick Swayze, sauve la Paramount d'une année catastrophique.
Cette politique de films à gros budget permet à un film de plus de deux cents millions de dollars de budget, coproduit par Paramount, 20th Century Fox et Lightstorm Entertainment, de devenir le plus grand succès commercial du cinéma. Titanic, qui a été écrit, produit et réalisé par James Cameron, a rapporté plus de 1,8 milliard de dollars dans le monde entier et a également établit le record de nombre d'entrées avec plus de 128 millions aux États-Unis un an après sa sortie,. L'apothéose de ce succès public est l'obtention de onze Oscars, dont celui du meilleur film.

#### LaParamountintègreViacom
En 1985, Gulf+Western effectue un changement majeur de ses activités en se positionnant encore plus dans le secteur des loisirs et celui de la communication. Dans cette optique, le conglomérat se sépare de sa division consommateur et produits industriels ainsi que sa division électronique grand public pour un montant qui lui rapporte un milliard de dollars. En 1989, après la vente de sa filiale The Associates, Gulf+Western est renommée en Paramount Communication, du nom de sa principale filiale. Sure de sa force, Paramount Communication propose en juin 1989 une offre publique d'achat sur Time Inc. pour faire échouer l'union entre cette dernière et la Warner Bros.. C'est finalement la justice qui bloque cette tentative d'OPA représentant une valeur de 10,7 milliards de dollars.
Après avoir fini première quant aux parts de marché dans la distribution en 1986 et 1987 et grâce aux bons résultats de Paramount Home Video et Paramount TV, la trésorerie de la Paramount est au beau fixe au début des années 1990. Frank Mancuso Sr. est remplacé en 1991 par Brandon Tartikoff, un ancien cadre de la NBC, laissant penser que la Paramount envisage de se lancer dans l'acquisition ou la création d'un réseau de chaînes télévisées (ou network). L'année suivante, Paramount Communication met un pas de plus dans le loisir en achetant Kings Entertainment Company et ses parcs d'attractions pour 400 millions de dollars. La chaîne de parcs est alors rebaptisée en Paramount Parks.
Le 12 septembre 1993, la Paramount est acquise par Viacom, le conglomérat dirigée par Sumner Redstone, pour 8,2 milliards de dollars. Le mois suivant, Brandon Tartikoff démissionne de son poste pour des raisons personnelles et est remplacé par Sherry Lansing à la tête du studio.
Avec Sherry Lansing à sa tête de 1994 à 2004, le studio obtient de très grands succès commerciaux avec Forrest Gump (le plus grand succès de 1994 avec plus de 329 millions de dollars de recette), Mission impossible (plus de 180 millions de dollars en 1996) et Mission impossible 2 (plus de 215 millions de dollars en 2000), sans oublier Titanic et ses 600 millions de dollars de recette. Parallèlement à ses résultats financiers, la Paramount remporte un grand nombre de récompenses dont trois Oscars du meilleur film pour Forrest Gump, Braveheart et Titanic.
Après une première tentative avortée dans les années 1980 pour créer son propre network, la Paramount concrétise son projet en 1995 quand Viacom s'associe à la société Chris-Craft pour fonder United Paramount Network. Le nouveau réseau, lancé pratiquement au même moment que The WB Television Network, est alors diffusé sur 80 % du territoire américain et permettra dans un futur proche à ces diverses productions une nouvelle visibilité.

#### Exploitation vidéo des films
Avec la télévision, les studios ont déjà trouvé un moyen de rentabiliser un peu plus leurs productions mais à la fin des années 1970, une nouvelle technologie permet aux majors de les exploiter encore plus longtemps malgré des réticences au début. Après le lancement commercial du magnétoscope par Philips et Sony à la fin des années 1960, le marché de la cassette vidéo prend son envol avec les formats Betamax de Sony et VHS de JVC. Dans un premier temps destiné à l'enregistrement de programmes télévisés, la cassette vidéo permet ensuite aux studios de proposer leurs films pour un usage domestique via la vente ou la location. Parallèlement à cette deuxième vie donnée aux films sortis en salle, la vidéo permet également l'émergence de productions à bas budget qui sont distribués directement sous ce format.
Au milieu des années 1990 apparaît le DVD, un nouveau support permettant un rendu technique plus poussé que la cassette vidéo. Le succès du DVD n'est pas seulement dû à la qualité de rendu des films mais également aux suppléments qui l'accompagnent comme les bandes-annonces ou les making of. En mars 1997, Warner Bros. est le premier studio à adopter officiellement le DVD en commercialisant sous ce format le film Twister. C'est ainsi que les autres compagnies entrent dans son sillage en annonçant un à un qu'ils feront de même. La Paramount en fait l'annonce en avril 1998.
Avec l'avènement de la haute définition, deux nouveaux formats, le disque Blu-ray et le HD DVD sont confrontés pour savoir lequel sera le successeur du DVD. Le 29 novembre 2004, la Paramount et trois autres studios (New Line Cinema, Universal Pictures et Warner Bros.) annoncent qu'ils soutiennent le HD DVD tout en ne mettant pas de côté le Blu-ray. C'est ainsi que la Paramount décide de sortir ses films dans des versions Blu-ray et HD DVD. Finalement, la Paramount et DreamWorks SKG annoncent en août 2007 qu'ils abandonnent complètement le Blu-ray au profit du HD DVD. Cette décision n'est pas suivie par les autres studios qui, un à un, adoptent définitivement le Blu-ray, précipitant peu à peu la mort du HD DVD. Face au lobbying grandissant en faveur du Blu-ray, Toshiba annonce officiellement l'abandon de son format HD DVD. Devant cette décision du constructeur japonais, la Paramount devient le 22 février 2008 la dernière major à adopter le Blu-ray.

### Le studio aujourd'hui

#### Une nouvelle ligne directive
En janvier 2005, Brad Grey, un agent artistique et producteur à la télévision (notamment de la série Les Soprano), est nommé à la tête du studio à la place de Sherry Lansing qui était en poste depuis douze ans. L'une des préoccupations de Grey est de réduire les coûts en supprimant des postes et en diminuant le nombre de films produits annuellement. Grey met également fin à United International Pictures, qui assurait la distribution des films du studio à l'étranger depuis 25 ans, pour laisser place à la Paramount Pictures International.
Au cours de l'année 2005 survient également la scission de Viacom en deux compagnies, un nouveau Viacom et CBS Corporation, dont l'actionnaire majoritaire est toujours Sumner Redstone. Alors que CBS Corporation intègre, entre autres, certaines activités télévisuelles (dont United Paramount Network et Paramount Television) et de l'édition, ainsi que les parcs d'attractions (notamment Paramount Parks), Viacom récupère la branche cinéma du groupe dont fait partie la Paramount Pictures. Le studio est alors un élément important dans l'équilibre financier du groupe, représentant entre un tiers et la moitié du chiffre d'affaires de Viacom. Le studio Dreamworks est cédé en 2008 et passe sous le contrôle du conglomérat indien Reliance Anil Dhirubhai Ambani Group.

#### Paramount Vantage
La filiale Paramount Classics est créée en 1998. Elle est chargée de financer, d'acheter, de distribuer et de commercialiser des films qui tendent plus vers le cinéma indépendant ou l'essai cinématographique. Cette politique permet au studio d'acheter et de distribuer sur le territoire nord-américain des films de tout horizons tels que Comme un garçon, Baril de poudre, Train de vie, Virgin Suicides, Sunshine, Tu peux compter sur moi, Chère Martha, Bloody Sunday, La Maison de fous, The United States of Leland, Jeux d'enfants, Mean Creek, The Machinist, Hustle et Flow ou les films La Fille sur le pont, L'Homme du train et Confidences trop intimes de Patrice Leconte.
En 2006, Paramount Classics devient Paramount Vantage. Sous ce nom, la société s'investit beaucoup plus dans la production des films en s'associant à d'autres sociétés indépendantes. Cependant elle continue la marche entreprise depuis 1998 en distribuant des films d'« art ». Dans ces coproductions, beaucoup sont des succès critiques comme Babel, Into the Wild, There Will Be Blood, Les Insurgés, Capitalism : A Love Story et No Country for Old Men qui remporte l'Oscar du meilleur film en 2008.
Malgré ses succès critiques, Paramount Vantage ne parvient pas à obtenir de bénéfices importants avec ses films, à l'exception de No Country for Old Men. Ce manque de gain d'argent est surtout dû aux campagnes publicitaires des films à potentiels qui ont été soit très pauvres soit trop excessives.

#### Entre accords et désaccords

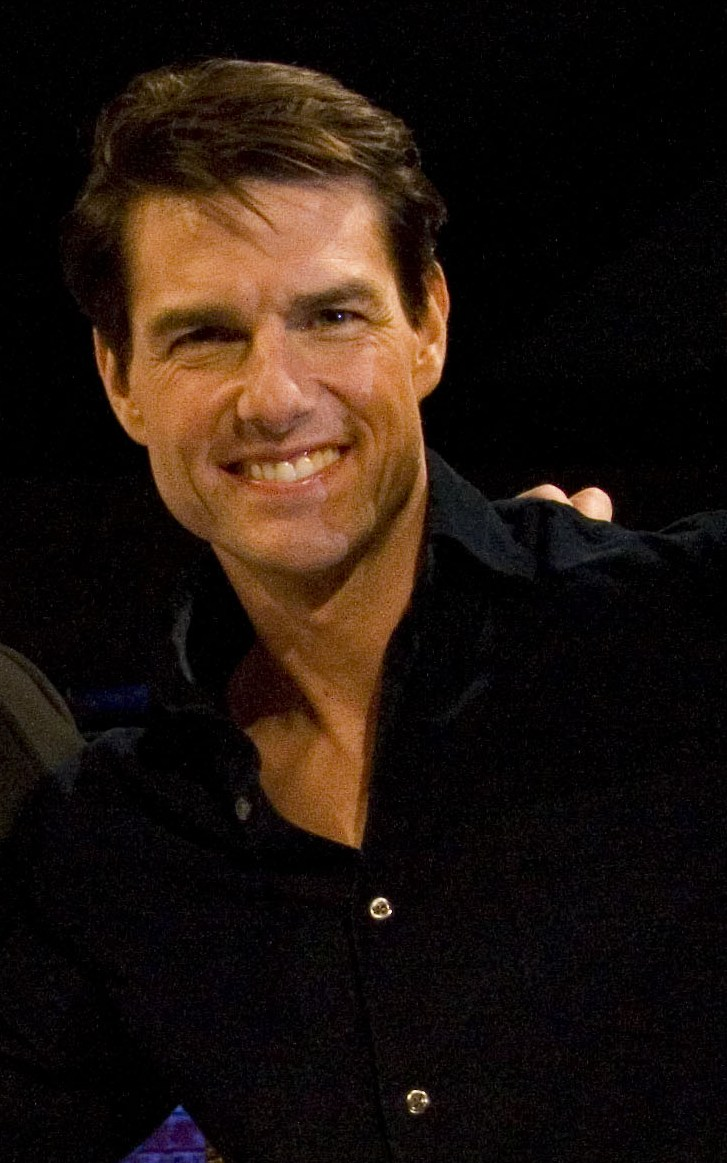
Après quatorze années de collaboration, Tom Cruise est congédié par le studio.

Pour renforcer sa position dans la hiérarchie des majors, la Paramount privilégie davantage sa politique vers des accords commerciaux avec différents partenaires plutôt que de développements en interne. Dans cette optique, le 9 décembre 2005, le studio rachète DreamWorks SKG, la société créée par Steven Spielberg, Jeffrey Katzenberg et David Geffen, pour 1,6 milliard de dollars. Après plus de trois ans de collaboration plus ou moins paisible, les deux sociétés décident de rompre l'accord qui les lie. C'est ainsi que DreamWorks redevient indépendante en 2008. La même année, après quatorze années de collaboration, le studio met un terme à son association avec la société de production de Tom Cruise et Paula Wagner, Cruise/Wagner Productions, à la suite des frasques médiatiques de l'acteur.
Le 9 décembre 2006, MTV Films et Nickelodeon Movies, alors sous l'égide de Viacom, intègrent en tant que filiales la Paramount. Créées respectivement en 1995 et en 1996, ces deux sociétés permettent au studio de cibler un public plus jeune. MTV Films cible les adolescents avec des films comme Beavis et Butt-Head se font l'Amérique tandis que Nickelodeon Movies vise les enfants avec des productions issus des programmes animés de la chaîne de télévision Nickelodeon comme Les Razmoket ou Bob l'éponge. Ces changements permettent à la Paramount d'élargir sa gamme de films.
En 2008, la Paramount signe un contrat avec Marvel Studios afin d'exploiter la licence Iron Man. Les deux films sont des succès mais à la suite du rachat de Marvel Entertainment par The Walt Disney Company, le 31 décembre 2009, l'accord est rompu. La Paramount continuera, malgré tout, de distribuer les projets déjà lancé. Cependant, Disney annonce le 18 octobre 2010 payer 155 millions de dollars à la Paramount pour récupérer les droits de commercialisation et de distribution de The Avengers et Iron Man 3. Le 9 décembre 2013, Disney achète à Paramount les droits sur toutes nouvelles productions cinématographiques d'Indiana Jones,.

#### L'ère du numérique
Le numérique étant de plus en plus répandu pour la projection en salle ou la diffusion télévisuelle, Paramount s'associe en 2003 avec la Walt Disney Pictures, la 20th Century Fox, Sony Pictures Entertainment, la Universal Pictures et la Warner Bros. pour fonder le Digital Cinema Initiatives. L'organisation a notamment pour but d'établir une norme pour la projection des films en salle.
En 2005, selon Screen Digest, alors que 40 % des films distribués par Disney, la 20th Century Fox et la Warner Bros. sont diffusés en numérique en Amérique du Nord, la Paramount n'en a diffusé qu'un seul. En 2006, la Paramount ne suit d'ailleurs pas la mouvance des autres majors qui s'engagent à fournir les copies numériques de leurs films aux réseaux de salles de cinémas numériques se constituant. Rentrant finalement dans le pas des autres grands studios, la Paramount passe un accord avec le leader de la distribution de films numériques en Europe, Arts Alliance Media. La Paramount s'engage à fournir ses films en version numérique aux salles installés par Arts Alliance Media dans différents pays d'Europe, dont la France, et qui sont conformes aux recommandations du Digital Cinema Initiatives.
En 2009, la Paramount met au point un type d'accord lui permettant de contribuer financièrement à la mise en place de l'équipement de projection numérique par les exploitants de salles. L'accord, qui prend fin le 28 février 2019 (peu importe la date de signature du contrat), stipule que la Paramount doit verser une somme d'argent aux exploitants chaque fois que ceux-ci diffusent un film du studio. C'est ainsi que pour la diffusion d'un film numérique dans les six mois qui suit sa date de sortie nationale, la Paramount verse à chaque exploitant 725 dollars (ou 825 dollars si c'est un film en 3-D). En contrepartie, les exploitants doivent installer des équipements de projection numérique conformes aux recommandations du Digital Cinema Initiatives. Les exploitants sont alors tenus d'avoir équipé au moins 50 % de leurs salles dans les six mois qui suivent la signature du contrat et 100 % après trois ans. De plus, chaque établissement doit être équipé d'au moins un projecteur pour les films 3-D.
Le 9 décembre 2016, Disney, Sony et Paramount signent un partenariat avec l'application MyLingo pour fournir un doublage en espagnol dans les salles de cinémas américaines,

## Organisation de la société
La Paramount est composée de divisions qui lui permettent de gérer ses différentes activités dans le domaine du divertissement.

### Production cinématographique

#### Production de films d'animation
Paramount Animation est la division consacrée aux films d'animation.Inaugurée en 2015 avec la sortie de Bob l'éponge, le film : Un héros sort de l'eau. Auparavant, les films d'animations du studio était directement produits via Paramount.
Les productions de cette division sont :
- 2015 : Bob l'éponge, le film : Un héros sort de l'eau (The SpongeBob Movie: Sponge Out of Water)
- 2016 : Monster Cars (Monster Trucks)
- 2018 : Sherlock Gnomes
- 2019 : Le Parc des merveilles (Wonder Park)
- 2020 : Sonic, le film (Sonic the Hedgehog)
- 2020 : Bob l'éponge, le film : Éponge en eaux troubles (The SpongeBob Movie: It's a Wonderful Sponge)
- 2020 : Rumble
- 2021 : Clifford the Big Red Dog

#### Production de films contemporains
Paramount Players est une division inaugurée en 2017 et centrée sur la production de films dit contemporains, principalement en collaboration avec d'autres filiales de Viacom, le propriétaire du studio.
Les productions de cette division sont :
- 2018 : Pas si folle (Nobody's Fool) avec BET Films
- 2019 : Ce que veulent les hommes (What Men Want) avec BET Films
- 2019 : Dora et la Cité perdue (Dora and the Lost City of Gold) avec Nickelodeon Movies
- 2019 : Playing with Fire  avec Nickelodeon Movies
- 2020 : Like a Boss avec MTV Films
- 2020 : Monster Problems
- 2021 : Rugrats avec Nickelodeon Movies

### Édition de vidéos
Paramount Home Entertainment, créée en 1976, a pour mission de distribuer en vidéo les films et les émissions de télévision de la Paramount Pictures. De même manière, elle gère également les films de DreamWorks SKG ainsi que les programmes de la majorité des autres filiales de Viacom tel que les réseaux MTV Networks ou Black Entertainment Television. En plus de ces accords interne à Viacom, Paramount Home Entertainment a des contrats de partenariat pour la distribution des programmes de la Public Broadcasting Service et ceux du groupe CBS Corporation, ainsi que des programmes sous la licence Hasbro.

### Distribution
Paramount Pictures International est responsable du marketing et de la distribution des films du studio à travers le monde entier ainsi que ceux produit par Lucasfilm Ltd., DreamWorks SKG, Marvel Studios, MTV Films et Nickelodeon Movies.
Toutefois à la suite du rachat de Marvel et Lucasfilm par Disney, Paramount ne distribue plus ces productions à l'international.
Worldwide Television Distribution est chargé de la distribution des films et autres programmes du groupe à la télévision et notamment pour les chaînes à péage pratiquant le pay-per-view ou la vidéo à la demande.

### Production télévisuelle
Paramount Television est la filiale de production télévisuelle du studio.
Parmi les séries qui ont été produites par Paramount Television, on peut citer Frasier, Charmed, NCIS : Enquêtes spéciales, Dead Zone, Les Désastreuses Aventures des orphelins Baudelaire ou encore 13 Reasons Why.

### Production vidéoludique
Paramount Digital Entertainment développe et distribue ses propres jeux vidéo pour les consoles et les smartphones. Les jeux sont, pour la plupart, des adaptations des succès de la Paramount Pictures comme Top Gun, Grease ou Star Trek dont la distribution est assurée sur les plateformes de téléchargement telle que iTunes. Paramount Digital Entertainment gère également le catalogue de films du studio qui sont disponibles sur ces mêmes plateformes.

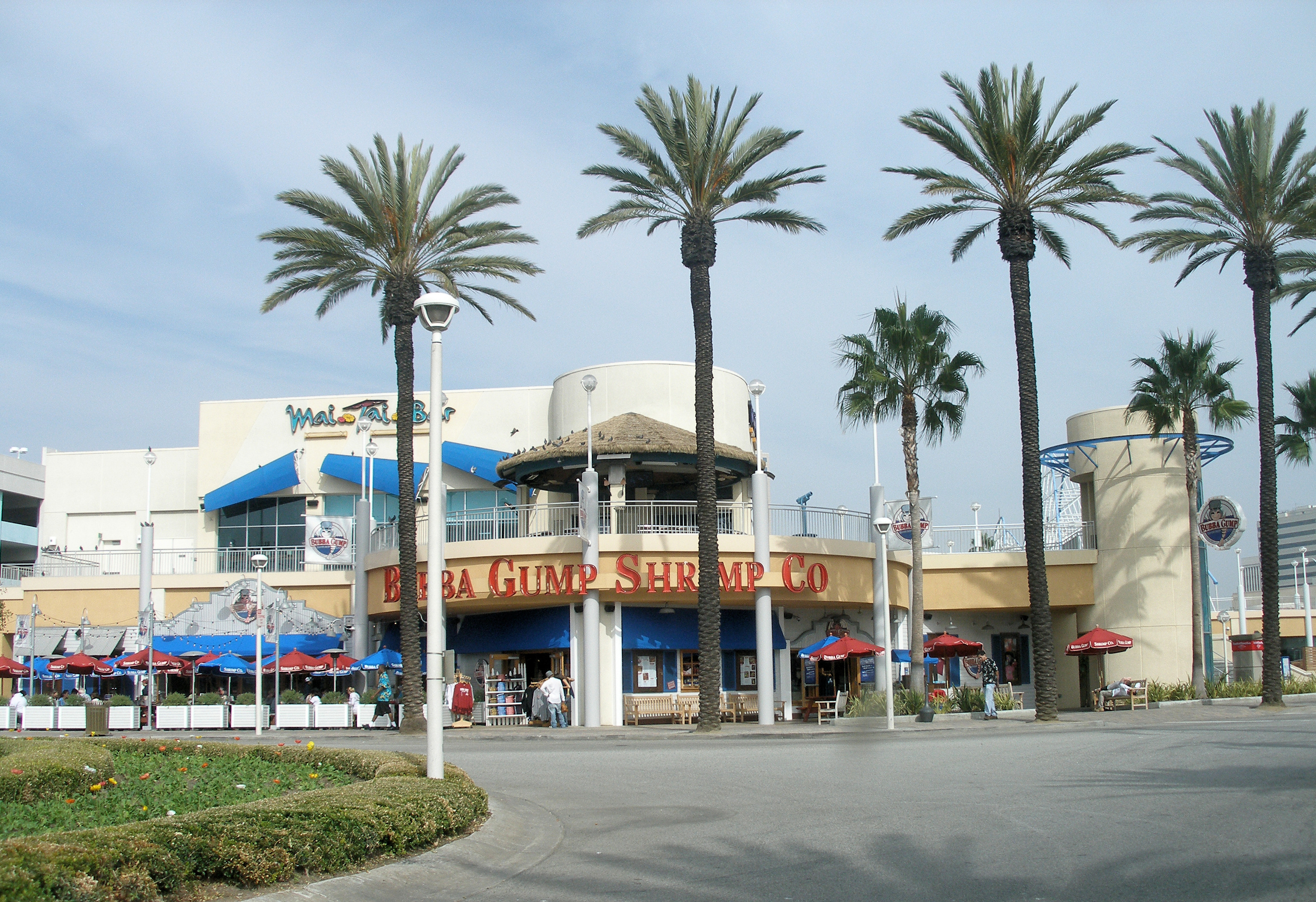
Le restaurant Bubba Gump Shrimp Company de Long Beach en Californie.

### Gestion des licences
Paramount Licensing gère les différentes licences détenu par le studio qui sont issues de films à succès tels que Le Parrain ou Grease. La société a donc la mainmise sur toute une gamme de produits dérivés allant des vêtements inspirés de Footloose, des publications papier sur le thème des Guerriers de la nuit ou de la chaîne de restaurants inspirée de Forrest Gump, Bubba Gump Shrimp Company.

### Gestion des studios
Paramount Studio Group gère un réseau d'infrastructures qui sont mises à disposition de cinéastes indépendants ou d'autres studios de production pour la réalisation de films, de publicités ou de programmes pour la télévision. Le principal lieu de tournage est le Paramount Studios situé sur Melrose Avenue. En plus de posséder des décors à taille réelle, le complexe abrite tout ce qui est nécessaire pour la postproduction ainsi que des salles de projection de dernière génération.

## Données économiques
| Studio                | Part de marché US/Canada (en %) | Montant des recettes brutes (en millions d'USD) |
| --------------------- | ------------------------------- | ----------------------------------------------- |
| 20th Century Fox      | 7,99                            | 3 470                                           |
| Universal Studios     | 9,8                             | 4 860                                           |
| Paramount Pictures    | 3,27                            | 1 732                                           |
| Sony Pictures         | 7,83                            | 3 622                                           |
| Walt Disney Studios   | 14,2                            | 7 325                                           |
| Warner Bros. Pictures | 12,15                           | 5 570                                           |
| Lionsgate Films       | 1,14                            | 730                                             |

## Filmographie

### Les films primés

#### Oscar du meilleur film

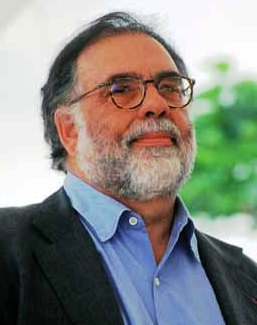
Francis Ford Coppola, le réalisateur le plus primé de la Paramount avec deux Oscars du meilleur film et une Palme d'or à Cannes.

La Paramount a vu douze de ses films remporter l'Oscar du meilleur film :
- En 1929, Les Ailes (Wings) de William A. Wellman ;
- En 1945, La Route semée d'étoiles (Going My Way) de Leo McCarey ;
- En 1946, Le Poison (The Lost Weekend) de Billy Wilder ;
- En 1953, Sous le plus grand chapiteau du monde (The Greatest Show on Earth) de Cecil B. DeMille ;
- En 1973, Le Parrain (Mario Puzo's The Godfather) de Francis Ford Coppola ;
- En 1975, Le Parrain 2 (Mario Puzo's The Godfather : Part II) de Francis Ford Coppola ;
- En 1981, Des gens comme les autres (Ordinary People) de Robert Redford ;
- En 1984, Tendres Passions (Terms of Endearment) de James L. Brooks ;
- En 1995, Forrest Gump de Robert Zemeckis ;
- En 1996, Braveheart de Mel Gibson ;
- En 1998, Titanic de James Cameron ;
- En 2008, No Country for Old Men de Joel et Ethan Coen.

#### Palme d'or
Le Poison (The Lost Weekend) de Billy Wilder (en 1946) et Conversation secrète (The Conversation) de Francis Ford Coppola (en 1974) sont les seuls films produits par la Paramount ayant obtenu la Palme d'or au Festival de Cannes.

#### Lion d'or
En 2005, Le Secret de Brokeback Mountain (Brokeback Mountain) de Ang Lee devient le seul film produit par la Paramount à remporter le Lion d'or à la Mostra de Venise.

### Les films sélectionnés pour préservation
Cinquante productions de la Paramount ont été désignées « culturellement signifiantes » par la Bibliothèque du Congrès et sélectionnées pour préservation au National Film Registry :
- Les Ailes (Wings) de William A. Wellman ;
- Aimez-moi ce soir (Love Me Tonight) de Rouben Mamoulian ;
- Applause de Rouben Mamoulian ;
- Assurance sur la mort (Double Indemnity) de Billy Wilder ;
- Les Aventuriers de l'arche perdue (Raiders of the Lost Ark) de Steven Spielberg ;
- Le Bouffon du roi (The Court Jester) de Melvin Frank et Norman Panama ;
- Boulevard du crépuscule (Sunset Blvd.) de Billy Wilder ;
- Chinatown de Roman Polanski ;
- Cœurs brûlés (Morocco) de Josef von Sternberg ;
- Conversation secrète (The Conversation) de Francis Ford Coppola ;
- Le Coup de foudre (It) de Clarence G. Badger ;
- Crépuscule de gloire (The Last Command) de Josef von Sternberg ;
- Les Damnés de l'océan (The Docks of New York) de Josef von Sternberg ;
- La Fille de Shangaï (Daughter of Shanghai) de Robert Florey ;
- Les Dix Commandements (The Ten Commandments) de Cecil B. DeMille ;
- Docteur Jerry et Mister Love (The Nutty Professor) de Jerry Lewis ;
- En route vers le Maroc (Road to Morocco) de David Butler ;
- Fenêtre sur cour (Rear Window) d'Alfred Hitchcock ;
- Forfaiture (The Cheat) de Cecil B. DeMille[Note 6] ;
- Grass: A Nation's Battle for Life de Merian C. Cooper et Ernest B. Schoedsack ;
- Hands Up! de Clarence G. Badger ;
- Harold et Maude (Harold and Maude) de Hal Ashby ;
- Haute Pègre (Trouble in Paradise) de Ernst Lubitsch ;
- L'Héritière (The Heiress) de William Wyler ;
- L'Homme des vallées perdues (Shane) de George Stevens ;
- L'Homme qui tua Liberty Valance (The Man Who Shot Liberty Valance) de John Ford ;
- Lady Lou (She Done Him Wrong) de Lowell Sherman ;
- Le Lys brisé (Broken Blossoms) de D. W. Griffith ;
- Lulu Cendrillon (Miss Lulu Bett) de William C. de Mille ;
- Miracle au village (The Miracle of Morgan's Creek) de Preston Sturges ;
- Les Moissons du ciel (Days of Heaven) de Terrence Malick ;
- Nashville de Robert Altman ;
- L'Oiseau bleu (The Blue Bird) de Maurice Tourneur ;
- Le Parrain (Mario Puzo's The Godfather) de Francis Ford Coppola ;
- Le Parrain 2 (Mario Puzo's The Godfather : Part II) de Francis Ford Coppola ;
- Pauvre petite fille riche (The Poor Little Rich Girl) de Maurice Tourneur[Note 7] ;
- Peter Pan de Herbert Brenon ;
- Petite Miss (Little Miss Marker) de Alexander Hall ;
- Republic Steel Strike Riot Newsreel Footage[Note 8] ;
- La Route semée d'étoiles (Going My Way) de Leo McCarey ;
- Sabrina de Billy Wilder ;
- La Soupe au canard (Duck Soup) de Leo McCarey ;
- Sueurs froides (Vertigo) d'Alfred Hitchcock ;
- La Symphonie nuptiale (The Wedding March) de Erich von Stroheim ;
- Tess au pays des tempêtes (Tess of the Storm Country) de Edwin S. Porter[Note 9] ;
- Tulips Shall Grow de George Pal ;
- Un cœur pris au piège (The Lady Eve) de Preston Sturges ;
- Une place au soleil (A Place in the Sun) de George Stevens ;
- Vacances romaines (Roman Holiday) de William Wyler ;
- Les Voyages de Sullivan (Sullivan's Travels) de Preston Sturges.

### Les plus grands succès de laParamount
La Paramount a produit, seul ou en collaboration avec d'autres studios, 58 films ayant atteint au moins cent millions de dollars de recette sur le territoire nord américain. En voici le détail :

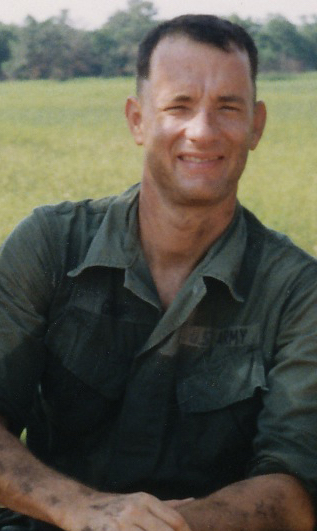
Tom Hanks sur le tournage de Forrest Gump, énorme succès commercial du studio.

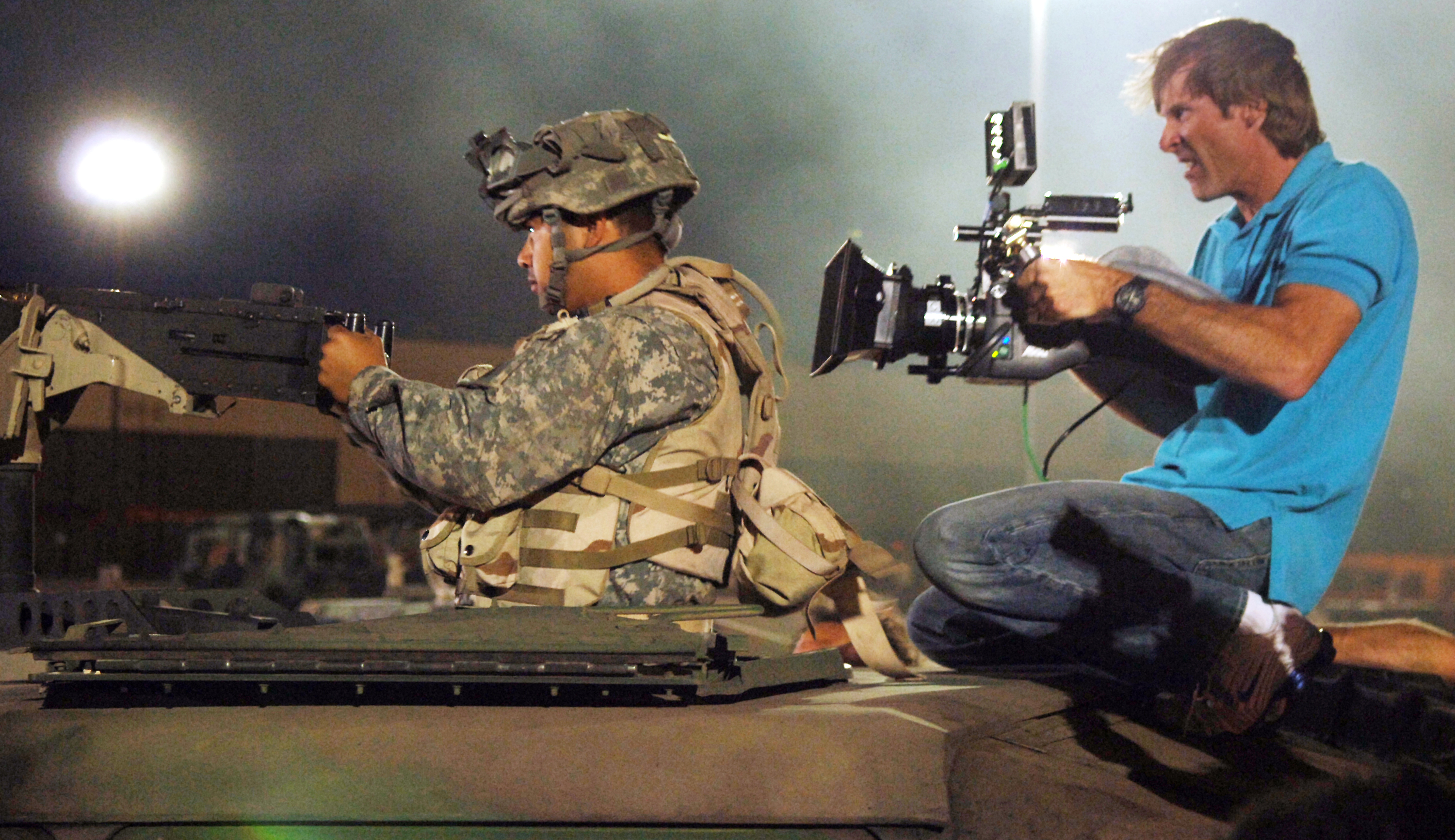
Michael Bay réalisant une scène de Transformers. Véritable succès au box-office, la suite fera encore mieux.

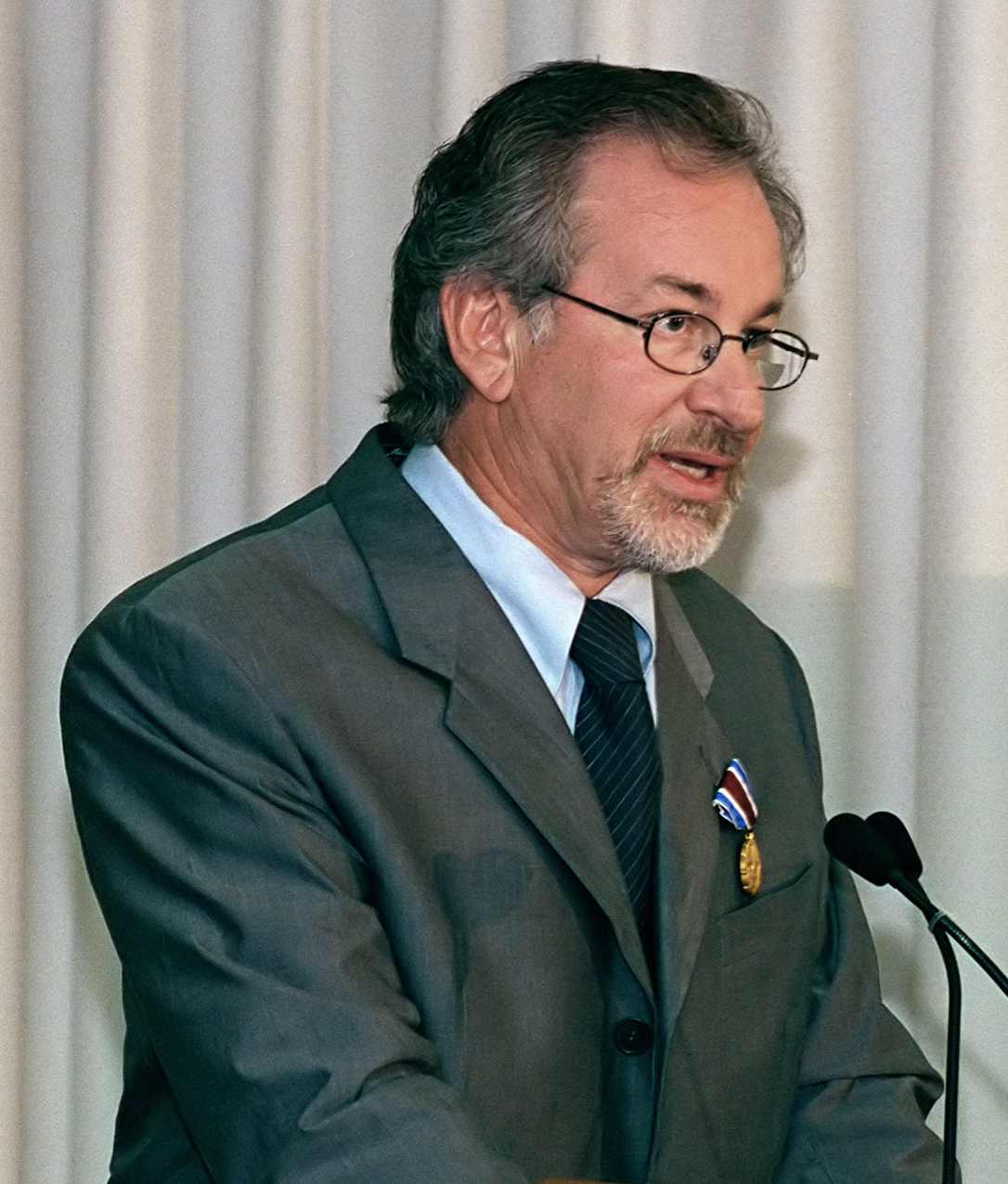
Un film de Steven Spielberg est la garantie d'un succès commercial pour la Paramount.

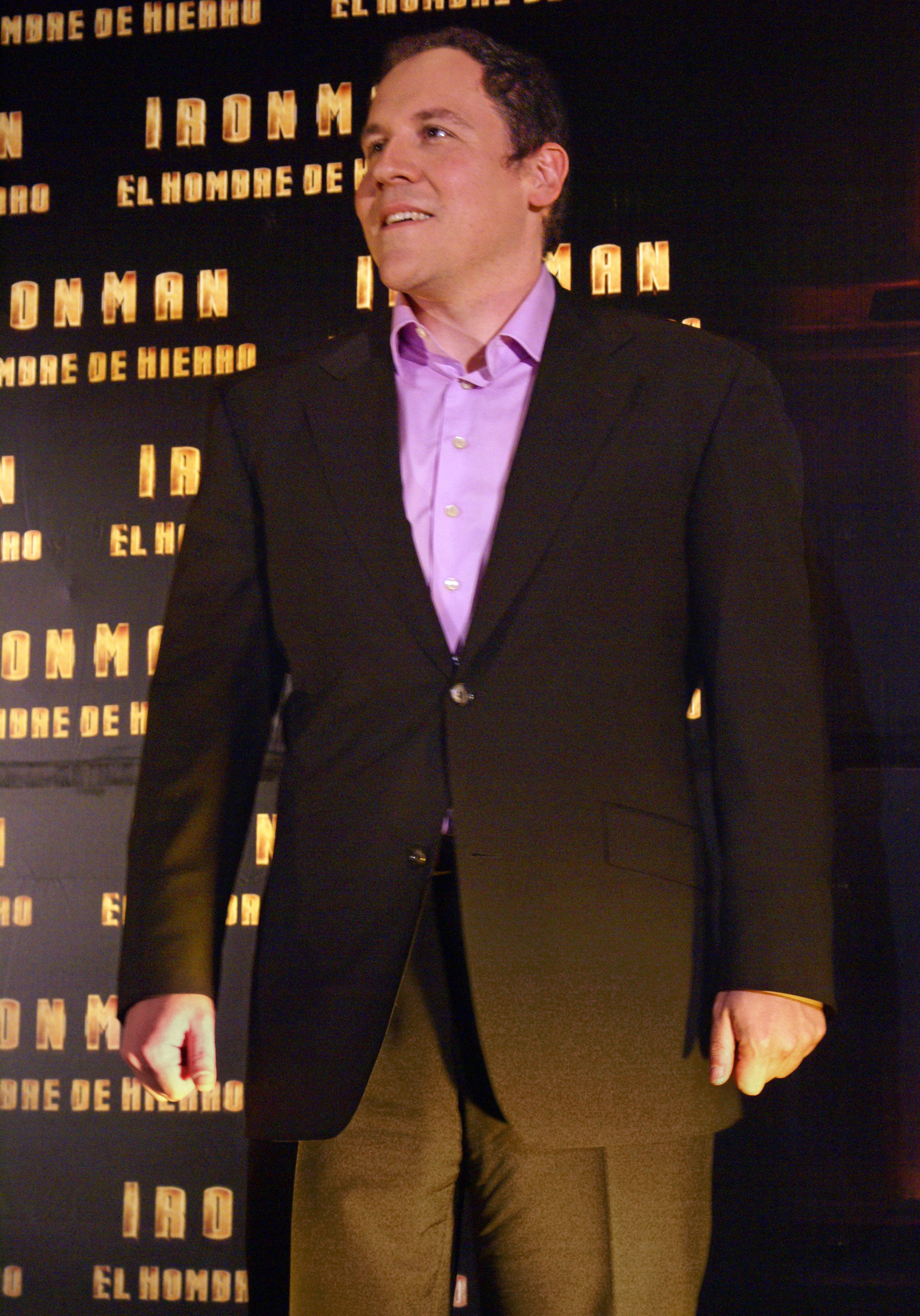
Jon Favreau a réalisé deux grands succès avec Iron Man et Iron Man 2.

1. Avengers de Joss Whedon : 622 169 000 $ (2012) ;
2. Titanic de James Cameron : 600 788 188 $ (1997) ;
3. Transformers 2 : La Revanche (Transformers : Revenge of the Fallen) de Michael Bay : 402 111 870 $ (2009) ;
4. Transformers 3 : La Face cachée de la Lune (Transformers:Dark of the Moon) de Michael Bay : 352 390 543 $ (2011) ;
5. Forrest Gump de Robert Zemeckis : 329 694 499 $ (1994) ;
6. Transformers de Michael Bay : 319 246 193 $ (2007) ;
7. Iron Man de Jon Favreau : 318 412 101 $ (2008) ;
8. Indiana Jones et le Royaume du crâne de cristal (Indiana Jones and the Kingdom of the Crystal Skull) de Steven Spielberg : 317 101 119 $ (2008) ;
9. Iron Man 2 de Jon Favreau : 311 835 512 $ (2010) ;
10. Star Trek de J. J. Abrams : 257 730 019 $ (2009) ;
11. Les Aventuriers de l'arche perdue (Raiders of the Lost Ark) de Steven Spielberg : 242 374 454 $ (1981) ;
12. Le Flic de Beverly Hills (Beverly Hills Cop) de Martin Brest : 234 760 478 $ (1984) ;
13. La Guerre des mondes (War of the Worlds) de Steven Spielberg : 234 280 354 $ (2005) ;
14. Ghost de Jerry Zucker : 217 631 306 $ (1990) ;
15. Il faut sauver le soldat Ryan (Saving Private Ryan) de Steven Spielberg : 216 540 909 $ (1998) ;
16. Mission impossible 2 (Mission : Impossible 2) de John Woo : 215 409 889 $ (2000) ;
17. Mission impossible : Protocole Fantôme (Mission Impossible Ghost Protocol) de Brad Bird : 206 514 768 $ (2011);
18. Indiana Jones et la Dernière Croisade (Indiana Jones and the Last Crusade) de Steven Spielberg : 197 171 806 $ (1989) ;
19. Grease de Randal Kleiser : 188 389 888 $ (1978) ;
20. Ce que veulent les femmes (What Women Want) de Nancy Meyers : 182 811 707 $ (2000) ;
21. Mission impossible (Mission : Impossible) de Brian De Palma : 180 981 856 $ (1996) ;
22. Indiana Jones et le Temple maudit (Indiana Jones and the Temple of Doom) de Steven Spielberg : 179 870 271 $ (1984) ;
23. Top Gun de Tony Scott : 176 786 701 $ (1986) ;
24. La Firme (The Firm) de Sydney Pollack : 158 348 367 $ (1993) ;
25. Mi-temps au mitard (The Longest Yard) de Peter Segal : 158 119 460 $ (2005) ;
26. Liaison fatale (Fatal Attraction) de Adrian Lyne : 156 645 693 $ (1987) ;
27. Le Flic de Beverly Hills 2 (Beverly Hills Cop II) de Tony Scott : 153 665 036 $ (1987) ;
28. Just married (ou presque) (Runaway Bride) de Garry Marshall : 152 257 509 $ (1999) ;
29. G.I. Joe : Le Réveil du Cobra (G.I. Joe: The Rise of Cobra) de Stephen Sommers : 150 201 498 $ (2009) ;
30. Deep Impact de Mimi Leder : 140 464 664 $ (1998) ;
31. Le Parrain (Mario Puzo's The Godfather) de Francis Ford Coppola : 134 966 411 $ (1972) ;
32. Mission impossible 3 (Mission : Impossible 3) de J. J. Abrams : 134 029 801 $ (2006) ;
33. Lara Croft : Tomb Raider de Simon West : 131 168 070 $ (2001) ;
34. Le Dernier Maître de l'air (The Last Airbender) de M. Night Shyamalan : 129 171 377 $ (2010) ;
35. Un prince à New York (Coming to America) de John Landis : 128 152 301 $ (1988) ;
36. Shutter Island de Martin Scorsese : 128 012 934 $ (2010) ;
37. L'Étrange Histoire de Benjamin Button (The Curious Case of Benjamin Button) de David Fincher : 127 509 326 $ (2008) ;
38. The Truman Show de Peter Weir : 125 618 201 $ (1998) ;
39. Danger immédiat (Clear and Present Danger) de Phillip Noyce : 122 187 717 $ (1994) ;
40. À la poursuite d'Octobre rouge (The Hunt for Red October) de John McTiernan : 122 012 643 $ (1990) ;
41. Wayne's World de Penelope Spheeris : 121 697 323 $ (1992) ;
42. La Somme de toutes les peurs (The Sum of All Fears) de Phil Alden Robinson : 118 907 036 $ (2002) ;
43. Les Désastreuses Aventures des orphelins Baudelaire (Lemony Snicket's A Series of Unfortunate Events) de Brad Silberling : 118 634 549 $ (2004) ;
44. Les Rois du patin (Blades of Glory) de Josh Gordon et Will Speck : 118 594 548 $ (2007) ;
45. Double Jeu (Double Jeopardy) de Bruce Beresford : 116 741 558 $ (1999) ;
46. La Famille Addams (The Addams Family) de Barry Sonnenfeld : 113 502 426 $ (1991) ;
47. Volte-face (Face/Off) de John Woo : 112 276 146 $ (1997) ;
48. Star Trek IV : Retour sur Terre (Star Trek IV: The Voyage Home) de Leonard Nimoy : 109 713 132 $ (1986) ;
49. Crocodile Dundee 2 de John Cornell : 109 306 210 $ (1988) ;
50. Tendres Passions (Terms of Endearment) de James L. Brooks : 108 423 489 $ (1983) ;
51. Paranormal Activity de Oren Peli : 107 918 810 $ (2009) ;
52. Proposition indécente (Indecent proposal) de Adrian Lyne : 106 614 059 $ (1993) ;
53. Love Story de Arthur Hiller : 106 397 186 $ (1970) ;
54. Braquage à l'italienne (The Italian Job) de F. Gary Gray : 106 128 601 $ (2003) ;
55. Comment se faire larguer en 10 leçons (How to lose a guy in 10 days) de Donald Petrie : 105 813 373 $ (2003) ;
56. Le Club des ex (The First Wives Club) de Hugh Wilson : 105 489 203 $ (1996) ;
57. Dreamgirls de Bill Condon : 103 365 956 $ (2006) ;
58. Paranormal Activity 3 de Henry Joost et Ariel Schulman : 103 279 885 $ (2011) ;
59. Le Déshonneur d'Elisabeth Campbell (The General's Daughter) de Simon West : 102 705 852 $ (1999) ;
60. Sleepy Hollow de Tim Burton : 101 071 502 $ (1999) ;
61. Collatéral de Michael Mann : 101 005 703 $ (2004) ;
62. Vanilla Sky de Cameron Crowe : 100 618 344 $ (2001) ;

### Les franchises
- American Gigolo ;
- L'Amour à l'envers ;
- Black Sheep ;
- Clueless ;
- Le Flic de Beverly Hills, Le Flic de Beverly Hills 2,Le Flic de Beverly Hills 3 ;
- Braveheart ;
- Les Chroniques de Spiderwick ;
- Cloverfield ;
- Deep Impact ;
- L'Enfer du devoir ;
- L'Étrange Histoire de Benjamin Button ;
- Event Horizon, le vaisseau de l'au-delà ;
- La Fièvre du samedi soir,Staying Alive ;
- Flashdance ;
- La Folle Journée de Ferris Bueller ;
- Forrest Gump ;
- Footloose ;
- Galaxy Quest ;
- Grease,Grease 2 ;
- La Guerre des mondes (1953),La Guerre des mondes (2005) ;
- Harriet la Petite espionne ;
- Les Incorruptibles ;
- Jack Ryan : À la poursuite d'Octobre rouge, Jeux de guerre, Danger immédiat et La Somme de toutes les peurs ;
- Jours de tonnerre ;
- Le Journal intime de Georgia Nicolson ;
- Just Married (ou presque) ;
- La Légende de Beowulf ;
- Lolita malgré moi ;
- Love Gourou ;
- Los Angeles 2013 ;
- La Main au collet ;
- Mission impossible, Mission impossible 2, Mission impossible 3,Mission impossible : Ghost Protocol ;
- Le Mystère des fées : Une histoire vraie ;
- Noël blanc ;
- North Dallas Forty ;
- L'Ombre et la Proie ;
- L'or se barre'Braquage à l'italienne ;
- Palace pour chiens ;
- Paranormal Activity, Paranormal Activity 2 et Paranormal Activity 3 ;
- Le Petit Monde de Charlotte, Le Petit Monde de Charlotte 2 et Le Petit Monde de Charlotte (version live) ;
- Plein la gueule, Carton rouge et Mi-temps au mitard ;
- Présentateur vedette : La Légende de Ron Burgundy ;
- Un prince à New York ;
- Rango ;
- Les Rois du patin ;
- Sabrina (version de 1954) et Sabrina (version de 1995) ;
- Save the Last Dance ;
- Shaft ;
- Sleepy Hollow ;
- Star Trek, le film, Star Trek II : La Colère de Khan, Star Trek III : À la recherche de Spock, Star Trek IV : Retour sur Terre, Star Trek V : L'Ultime Frontière, Star Trek VI : Terre inconnue, Star Trek : Générations, Star Trek : Premier Contact, Star Trek : Insurrection, Star Trek : Nemesis, Star Trek ;
- Top Gun ;
- The Truman Show ;
- Urban Cowboy ;
- Transformers ; Transformers 2,Transformers 3 ;
- Vendredi 13, Le Tueur du vendredi, Meurtres en 3 dimensions, Chapitre final, Une nouvelle terreur, Jason le mort-vivant, Un nouveau défi, L'Ultime Retour, Jason va en enfer et Vendredi 13 ;
- Le Parrain, Le Parrain 2,Le Parrain 3 ;
- Y a-t-il un flic pour sauver la reine ?, Y a-t-il un flic pour sauver le président ?,Y a-t-il un flic pour sauver Hollywood ?

## L'image du studio

### Son nom et son logo

#### Origines
Le nom Paramount, qui baptise le studio, est trouvé par W. W. Hodkinson après avoir vu par hasard un immeuble d'appartements meublés qui s’appelait ainsi, vantant la suprématie de ces habitations,,. Une autre histoire veut que le nom ait été trouvé par Adolph Zukor voyant à un feu rouge un camion de plombier portant sur la porte le logo Paramount Plumbing. Le nom Paramount qui signifie « Par-delà les monts », fait référence au mot anglais paramouncy qui se traduit par « suprématie ». Selon la légende, c'est Hodkinson lui-même qui imagine le sigle en 1913 en le dessinant sur un papier buvard,. Il s'inspire du Ben Lomond Mountain (Utah) (en) dans la chaîne Wasatch qu'il connait bien pour avoir grandi dans l'Utah,. D'abord logo de la société de distribution de Hodkinson, la montagne enneigée et couronnée d'étoiles devient définitivement celui du studio quand est abandonné le nom Famous Players-Lasky. Selon la légende, les 24 étoiles du logo original symboliseraient les contrats signés par le studio avec le même nombre de stars à l'époque.
D'abord placé dans un coin de l'image lors de l'ouverture du film qui mentionne une production « présentée par Adolph Zukor et Jesse L. Lasky », le logo apparaît en plein écran pour la première fois en 1927 au début du film Les Ailes.

#### Évolution du logo

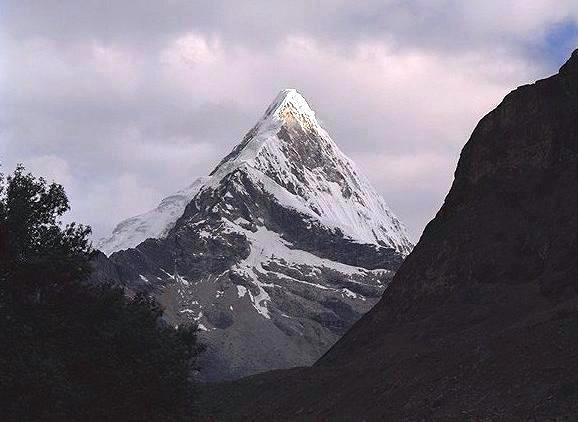
L'Artesonraju aurait été pris comme modèle pour le logo revisité en 1953.

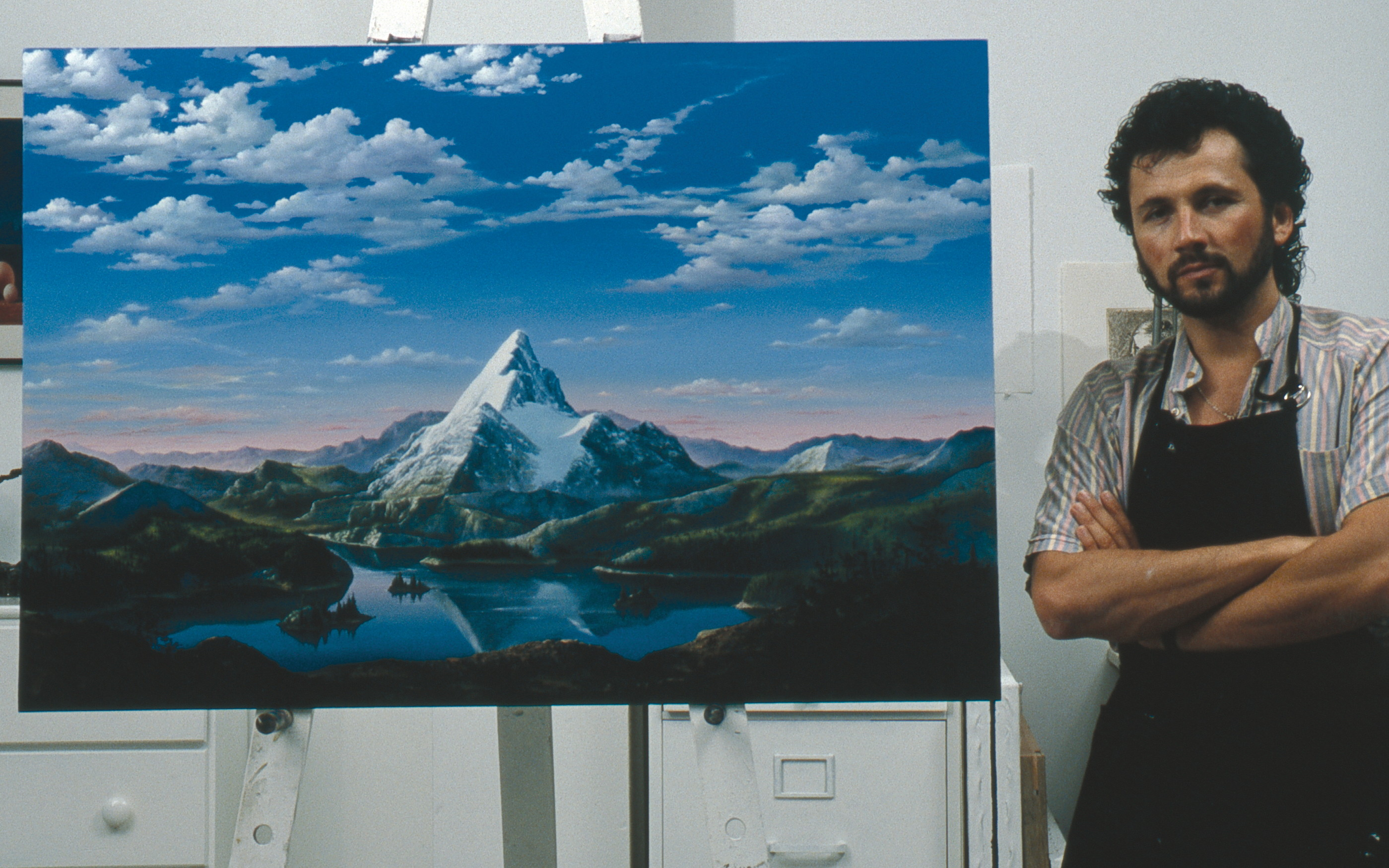
L'artiste Dario Campanile à côté de l'œuvre qu'il a créée pour les studios Paramount pour leur, occasion de refonte du logo. La peinture a été utilisée comme source pour l'animation de logos ultérieurs. L'original est exposé aux studios Paramount.

Le logo de la Paramount Pictures, avec sa forme caractéristique de sommet montagneux pyramidal entouré d'étoiles, est le plus ancien logo hollywoodien survivant. La première version du logo qui apparaît sur les films Paramount jusqu'en 1927, est une simple représentation du dessin imaginé par Hodkinson qui est filmé et inséré dans le film. Le sigle n'évolue pas tellement avec le temps mais a des versions de plus en plus photoréalistes à partir des années 1950. Seules l'arrivée de la couleur et la variation du nombre d'étoiles autour de la montagne sont à souligner.
L'emblème du studio est retravaillé en 1953 par Jan Domela, un membre éminent de l'équipe artistique du studio. Inspiré, selon la rumeur, par l'Artesonraju, un des plus hauts sommets péruviens culminant à 6 025 mètres et qui se situe dans la Cordillère Blanche dans la région de Huaraz, le logo est plus réaliste que les précédentes versions. Il prend encore une nouvelle dimension avec l'arrivée des projections sur écran large et notamment en Vistavision,.
En 1968, le logo se voit agrémenter du nom du conglomérat qui est propriétaire du studio depuis trois ans. C'est ainsi que sous la montagne est désormais inscrit « A Gulf+Western Company ». De plus, le « Pictures » de Paramount Pictures a disparu.
En 1975, l'aspect du logo est complètement revisité. Graphiquement différent des précédents, il représente malgré tout une montagne entourée d'étoiles mais le tout dans des tons bleus et de façon plus stylisée. Ce logo est par ailleurs également utilisé pour représenter Paramount Television.
À la fin de l'année 1986, le logo reprend une apparence plus proche de celui d'origine. Cependant, il y a évolution car il est désormais animé. On doit sa réalisation à Studio Productions, déjà responsable des animations des logos de la 20th Century Fox et de l'Universal Pictures. De 1987 à 1988, pour l'anniversaire du studio, la mention 75th Anniversary apparaît sous le nom Paramount. En 1989, le nom Gulf+Western Company, en bas du logo, est remplacé par Paramount Communications Company. Après l'intégration du studio dans le conglomérat Viacom, c'est le nom de ce dernier qui est placé sous la montagne.
La dernière version du logo à ce jour[Quand ?] a été réalisée pour le 90e anniversaire du studio en 2003. La mention 90th Anniversary est visible sur la montagne de mars à fin décembre 2003.

Évolution chronologique du logo de la Paramount Pictures
« The Three Mountains in the Credits » « Three Paramountians » (1914 - 1927)
« Majestic Mountain » « Dark Mountain » « Paramountain » « Mount Everest » (1926 - 1952)
Version colorisé du logo précédent
(1934 - 1949)
« Majestic Mountain II » « Twisted Mountain » « Ugly Mountain » « Paramountain II » « Lopsided Mountain » (1951 -1954)
« Majestic Mountain III » « VistaVision Mountain » (1953 - 1969)
Version alternative du logo précédent
« Majestic Mountain IV » (1968 - 1975)
« Blue Mountain » « Abstract Mountain » « 70's Mountain » « 80's Mountain » (1975 - 1986)
« CGI Mountain » « 90's Mountain » « Majestic Mountain V » « Mountain of Monotony » (1986 - 2002)
Version du logo précédent pour le du studio
« 2000's Mountain » « Ultra Majestic Mountain » « CGI Mountain II » « Majestic Mountain VI » (depuis 2003)
« 90 Years of Paramount » Version du logo précédent pour le du studio

- « Majestic Mountain »
« Dark Mountain »
« Paramountain »
« Mount Everest »
(1926 - 1952)
- Version colorisé du logo précédent
- (1934 - 1949)
- « Majestic Mountain II »
« Twisted Mountain »
« Ugly Mountain »
« Paramountain II »
« Lopsided Mountain »
(1951 -1954)
- « Majestic Mountain III »
« VistaVision Mountain »
(1953 - 1969)
- Version alternative du logo précédent
- « Majestic Mountain IV »
(1968 - 1975)
- « Blue Mountain »
« Abstract Mountain »
« 70's Mountain »
« 80's Mountain »
(1975 - 1986)
- « CGI Mountain »
« 90's Mountain »
« Majestic Mountain V »
« Mountain of Monotony »
(1986 - 2002)
- Version du logo précédent pour le 75e anniversaire du studio
- « 2000's Mountain »
« Ultra Majestic Mountain »
« CGI Mountain II »
« Majestic Mountain VI »
(depuis 2003)
- « 90 Years of Paramount »
Version du logo précédent pour le 90e anniversaire du studio

### La visite des studios
Le studio Paramount à Los Angeles est ouvert aux visites 7 jours par semaine sur réservations sur le site internet dédié. À l'opposé des parcs Universal ou Disney associés au cinéma tel que Universal Studios Hollywood ou Disney's Hollywood Studios, les studios Paramount ne proposent aucune attraction mais une découverte des coulisses durant 2 heures des plateaux de tournages en cours. La visite comprend un passage dans les décors extérieurs figurant des quartiers américains représentatifs : New York Street, Washington Square, Brooklyn ou Financial District.

### Parc de loisirs
Depuis 2013, Paramount Pictures a établi un partenariat avec le parc de loisirs London Resort. Le parc peut donc utiliser les licences de la société pour leurs attractions.

## chaîne de télévision:Paramount Channel

Logo de la chaîne Paramount Channel

Le 30 mars 2012, le Viacom inaugure la première chaîne Paramount en Espagne, celle-ci diffuse des films de Paramount Pictures 24 h/24 h. Puis le 5 septembre 2013 qu'est lancé la seconde chaîne Paramount Channel en France. Comparé à la chaîne espagnole, les programmes de la chaîne française ne diffusent que 18 h/24 h, diffusant ainsi les programmes de 6 h à minuit et ne diffusent spécifiquement des films des années 1930 à 2000, contrairement à la chaîne espagnole qui diffuse des films des années 1930 jusqu'aux plus récents. Les deux chaînes appartiennent respectivement aux groupes MTV Networks España et Viacom International Media Networks France.